# Erle (Raesfeld)
Erle (historische Namen: Erlar, Horlon, Herlere, Erlore, niederdeutsch Iäle) ist ein Gemeindeteil der Gemeinde Raesfeld im Kreis Borken in Nordrhein-Westfalen, Deutschland. Überregional bekannt ist Erle, das im Naturpark Hohe Mark-Westmünsterland liegt, auch wegen der im Volksmund so genannten „1500-jährigen“ Femeiche, der Pius-Eiche und der über 200 Jahre alten Kastanien-Allee. Erle hat 3717 Einwohner (Hauptwohnsitz), davon sind 1872 männlich und 1845 weiblich; 2222 Einwohner gehören dem katholischen, 537 dem evangelischen Glauben an und 927 haben keine oder eine andere Religion (Stand: 1. Januar 2024). In Erle spricht man neben dem Hochdeutschen (mit westfälischer und ruhrdeutscher Sprachfärbung) auch das Erler Sandplatt, eine der westmünsterländischen Mundarten zugehörigen Sprache. Die Borkener Zeitung als auch die Dorstener Zeitung werden im Dorf als Tageszeitung vertrieben.
Rund 30 Kilometer von Erle entfernt liegt ein weiteres Erle, heute ein Stadtteil von Gelsenkirchen. Auch die Sportvereine heißen beide „Eintracht Erle“ und haben beide gelb-schwarze Vereinsfarben.

## Geographische Lage
Erle liegt am Rande des Westmünsterlands. Es liegt praktisch auf dem Schnittpunkt der Kreise Recklinghausen, Wesel und Borken und somit auch auf dem Schnittpunkt vom Münsterland, Niederrhein und Ruhrgebiet. Im Süden ist die nächstgrößere Stadt Dorsten, im Westen ist es Wesel, im Norden liegt Borken und im Osten Haltern am See. Die unmittelbaren größeren Nachbardörfer sind Raesfeld, Homer, Marbeck, Heiden, Rhade, Schermbeck und Marienthal. Erle liegt in einer typischen Heidelandschaft, deshalb auch der Beiname „Heededoerpken“, „Heidedörfchen“ auf Erler Sandplatt. Erle besteht aus dem Dorfkern, den Bauerschaften Östrich und Westrich sowie aus Teilen der seit 1975 nicht mehr eigenständigen Ortschaft Overbeck. Es ist in seiner Gesamtheit Teil des Naturparks Hohe Mark-Westmünsterland, der historischen „Herrlichkeit Lembeck“ und liegt an der „Hamaland-Route“. Neben den eigenen sind weitere touristische Highlights in der mit dem Fahrrad zu erreichenden Umgebung u. a. das Karmeliter-Kloster Marienthal, das Wasserschloss Schloss Raesfeld, das Schloss Lembeck, der Dämmerwald, die Burg Schermbeck, die Issel-Quelle in Raesfeld und die Wassermühle in Rhade. Seit dem 1. Oktober 2018 gehört Erle zum Wolfsgebiet Schermbeck, einem von vier ausgewiesenen Wolfsgebieten in Nordrhein-Westfalen.

## Verkehr
Durch Erle führt die B 224. Außerdem liegt der Ort nicht weit von der A 31 und ihren Anschlussstellen Lembeck und Wulfen entfernt. Im Dorf beginnt die Landesstraße 607 und die Kreisstraße 13 quert die B 224. Das Dorf ist an das Radverkehrsnetz NRW und die Radregion Münsterland angeschlossen und die Themenrouten „100 Schlösser-Route“, „agri cultura“, „3-Flüsse-Route“ und „Naturpark Hohe Mark“ liegen in der Nähe bzw. tangieren das Dorf direkt. Die besonders für Rennräder geeignete permanente Strecke (RTF) „Durch den Naturpark Hohe Mark-Westmünsterland“ des Radsportbezirks Nord-Westfalen e. V. verläuft durch Erle. Der Abschnitt „Hohe Mark“ der Münsterland-Reitroute führt durch die Erler Bauerschaft Östrich und tangiert den Reiterhof „Erler Heide“.
Erle ist in den Bus-Linien R21 des Verkehrsverbundes Münsterland (VGM) und 71, 293, 295 des Verkehrsverbundes Rhein-Ruhr integriert. Es fährt regelmäßig der sogenannte „Schwimmbus“ kostenlos die Schwimmbäder in Borken und Heiden an.
| Linie   | Verlauf | Takt (Mo–Fr)     | Betreiber       |
| ------- | --- | ---------------- | --------------- |
| 71      | Dinslaken – Hünxe – Raesfeld-Erle – Raesfeld | 120 min          | DB Rheinlandbus |
| 293     | Dorsten ZOB – Holsterhausen – Schermbeck (– Üfte – Raesfeld-Erle) Diese Linie verkehrt nur an Schultagen | einzelne Fahrten | DB Rheinlandbus |
| R21 295 | Dorsten ZOB – Frühförderstelle – Marienviertel – Holsterhausen Baldursiedlung – Deuten Mitte – Deuten – Rhade Rütherweg – Rhade Bf – Rhade Ort – Raesfeld-Erle – Raesfeld – Borken Bf Der Abschnitt Dorsten – Raesfeld-Erle ist VRR-Linie 295; sonn- und feiertags Verkehr nur zwischen Raesfeld-Erle und Borken | 60/120 min       | Westfalenbus    |

Das Dorf ist auch in das Anrufsammeltaxi-Netz eingebunden.
Der nächste Bahnhof ist in Rhade. Am Bahnhof Rhade verkehrt regelmäßig die Linie RE 14 der RheinRuhrBahn, auch „Emscher-Münsterland-Express“ genannt über (Borken (Westf) – Dorsten – Bottrop Hbf – Essen Hbf).

## Wirtschaft
In Erle gibt es eine Filiale der Sparkasse Westmünsterland und die Volksbank Raesfeld und Erle e.G. In und um Erle und in den beiden Gewerbegebieten sind überwiegend mittelständische Dienstleister und produzierendes Gewerbe angesiedelt. Traditionell ist das Holzhandwerk im Dorf mehrfach vertreten, aber auch drei Autohäuser samt Werkstätten, eine Tankstelle, ein Omnibus-Betrieb, ein Fensterhersteller, ein Heizung-Sanitär-Fachbetrieb etc., insgesamt gibt es über fünfzig Betriebe. Im Dorf selber sind noch vereinzelt Einzelfachhandelsgeschäfte zu finden, wie z. B. ein Backshop, ein Supermarkt, ein Spirituosenfachhandel und eine Kornbrennerei. Im Ort selbst gibt es nur noch wenige bewirtschaftete Bauernhöfe, die anderen sind in den Bauerschaften Östrich und Westrich gelegen.
Viele Bauernhöfe in den Erler Bauerschaften bieten eine umfangreiche Produktpalette in der Direktvermarktung, z. B. im eigenen Hofladen oder auf den Märkten der umgebenden Städte an. Bekannt ist Erle für seine Spargel- und Erdbeeranbaugebiete.

## Bildung, Gesundheit und Soziales
Die Silvestergrundschule Erle ist eine zweizügige, katholische Grundschule und offene Ganztagsschule. Im Jahre 2011 besuchten 173 Kinder die Klassen 1 bis 4.
Es gibt insgesamt zwei Kindergärten und eine Kindertagesstätte in Erle. Die beiden katholischen Kindergärten St. Silvester und St. Nikolaus bilden zusammen das Familienzentrum Erle, die Kindertagesstätte Holzwurm wird von einem eigenen Förderverein betrieben.
Bis Mitte 2024 stand den Jugendlichen ein eigenes Jugendhaus mit vielen Angeboten zur Verfügung. Dieses wird auf Veranlassung der Raesfelder Kommunalpolitik nun als Wohnunterkunft genutzt.
Für sportliche und kulturelle Aktivitäten stehen eine Turnhalle und eine Zweifachsporthalle zur Verfügung. Der örtliche Sportverein ist die „Eintracht Erle 69 e. V.“. Der Verein bietet u. a. Basketball, Fußball, Tennis und Freizeitsport an. Es stehen den Vereinsmitgliedern eine Sportanlage mit einem Rasen- und einem Aschesportplatz und vier Tennisplätze und die oben genannten Hallen zur Verfügung.
Eine Gemeinschaftspraxis für Hausärzte, eine Zahnärztin und eine Apotheke bilden das Gesundheitswesen im Dorf. Im Eingangsbereich der in der Dorfmitte gelegenen Volksbank und im Gasthaus „Adelheids Spargelhaus“ in der Bauerschaft Östrich sowie im Gewerbegebiet befinden sich je ein automatisierter externer Defibrillator (AED), die 24 Stunden zugänglich sind.

## Fremdenverkehr und Gastronomie

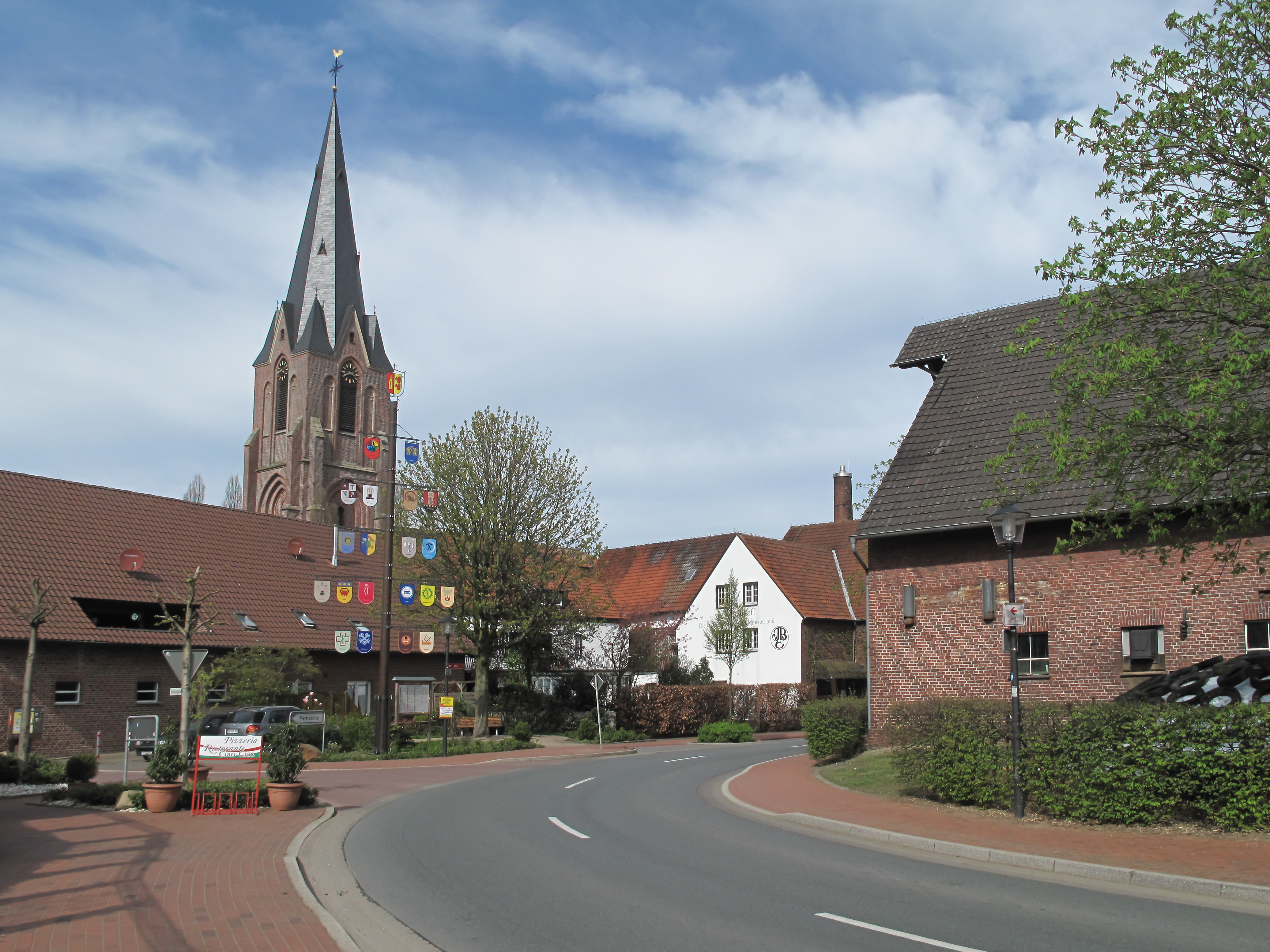
Der Turm von St. Silvester dominiert das Dorfbild

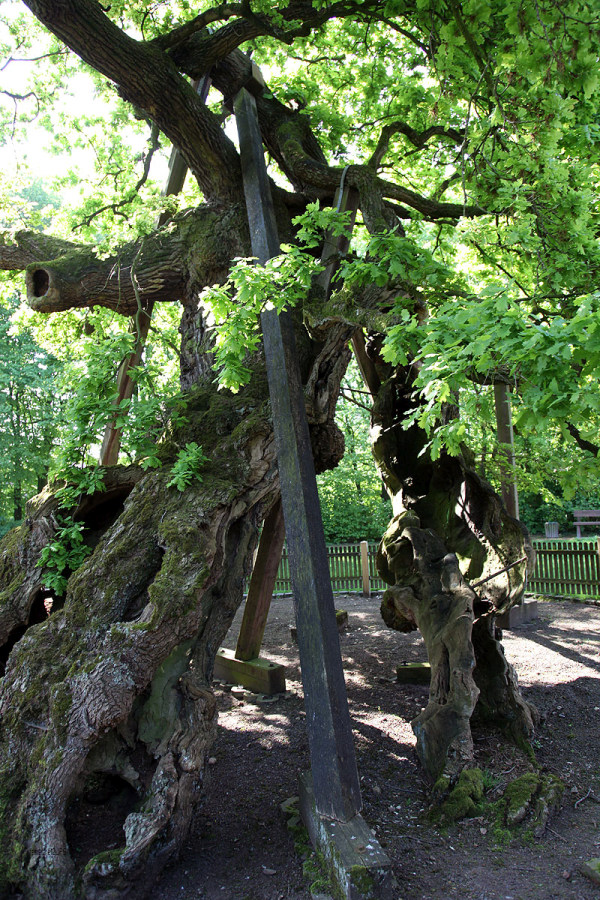
Ausflugsziel: Die Femeiche in Erle

Die Lage des Dorfes und der Erler Umgebung auf dem Dreiländereck „Niederrhein-Münsterland-Ruhrgebiet“, die vielen Sehenswürdigkeiten, die regelmäßigen Festivitäten und der gut ausgebaute, aber immer noch gut erhaltene dörfliche Charakter machen Erle für den Fremdenverkehr interessant. Die flache münsterländische Parklandschaft, die in die typische Landschaft des Niederrheins fließend übergeht und die Anbindung an diversen Radnetzen sowie die Einbindung in den Naturpark Hohe Mark-Westmünsterland und das nahe gelegene Naturerholungsgebiet Dämmerwald macht Erle zum idealen Start-, End- oder Zwischenpunkt einer jeden Radtour. Für Elektrofahrräder gibt es eine öffentliche Ladestation direkt im Dorfkern, für alle Fahrräder eine Do-it-Yourself-Reparaturstation am Ständebaum.
Das Heimatmuseum im Heimathaus ist nach Absprache mit dem Heimatverein zu besichtigen, die Kornbrennerei bietet Besichtigungen nach Absprache an.
Neben einem gutbürgerlichen Gasthof mit Biergarten und Saalbetrieb sowie Hotelzimmern findet man im Dorfkern noch ein italienisches Restaurant mit Biergarten und einen Schnellimbiss sowie einen Döner-Imbiss und ein Café, alle jeweils im Sommer mit Sitzplätzen draußen. In der Bauerschaft Östrich kann man auf einem Reiterhof Ferien mit dem Pferd machen und in der Bauerschaft Westrich bietet ein Bauernhof „Schlafen im Heu“ an. Ebenfalls in der Östrich gibt es ein Spezialitätenrestaurant mitten in den Erler Spargel- und Erdbeerfeldern.

## Klimatische Bedingungen
|                        | Jan  | Feb  | Mär  | Apr  | Mai  | Jun  | Jul  | Aug  | Sep  | Okt  | Nov  | Dez  |   |       |
| Mittl. Temperatur (°C) | 1,9  | 2,4  | 5,0  | 8,2  | 12,7 | 15,7 | 17,2 | 16,8 | 13,9 | 10,3 | 5,7  | 2,9  | ⌀ | 9,4   |
|                        |      |      |      |      |      |      |      |      |      |      |      |      |   |       |
| Niederschlag (mm)      | 61,3 | 44,9 | 60,8 | 48,3 | 62,5 | 75,4 | 75,0 | 66,1 | 60,7 | 56,5 | 66,9 | 74,1 | Σ | 752,5 |
|                        |      |      |      |      |      |      |      |      |      |      |      |      |   |       |
| Sonnenstunden (h/d)    | 1,53 | 2,49 | 3,63 | 5,23 | 6,82 | 6,47 | 6,44 | 6,38 | 4,63 | 3,64 | 1,89 | 1,32 | ⌀ | 4,2   |

|  |

|  |

|  |

|  |

|  |

|  |

|  |

|  |

|  |

|  |

|  |

|  |

|  |

|  |

|  |

|  |

|  |

|  |

|  |

|  |

|  |

|  |

|  |

|  |

## Vereine und Gruppierungen
- Allgemeiner Bürgerschützenverein Erle e. V.
- Erler Motor Club e. V.
- Fanclub Schalker Falken Raesfeld/Erle e. V.
- Förderverein der Silvesterschule Erle e. V.
- Freiwillige Feuerwehr Raesfeld Löschzug Erle (mit Jugendfeuerwehr)
- Heimatverein Erle e. V.
- kfd Katholische Frauengemeinschaft Erle
- Kinderchor LoGo St. Silvester
- Kirchenchor St. Silvester
- KLJB Katholische Landjugend Bewegung Erle-Rhade
- Kolpingfamilie Erle
- Musikverein Erler Jäger e. V.
- Reit- und Fahrverein Raesfeld-Erle e. V.
- Schachgesellschaft Turm Raesfeld/Erle
- Seniorengemeinschaft St. Silvester
- Sportverein Eintracht Erle 69 e. V.
- Verein für Deutsche Schäferhunde Ortsverein Raesfeld-Erle e. V.

## Geschichte

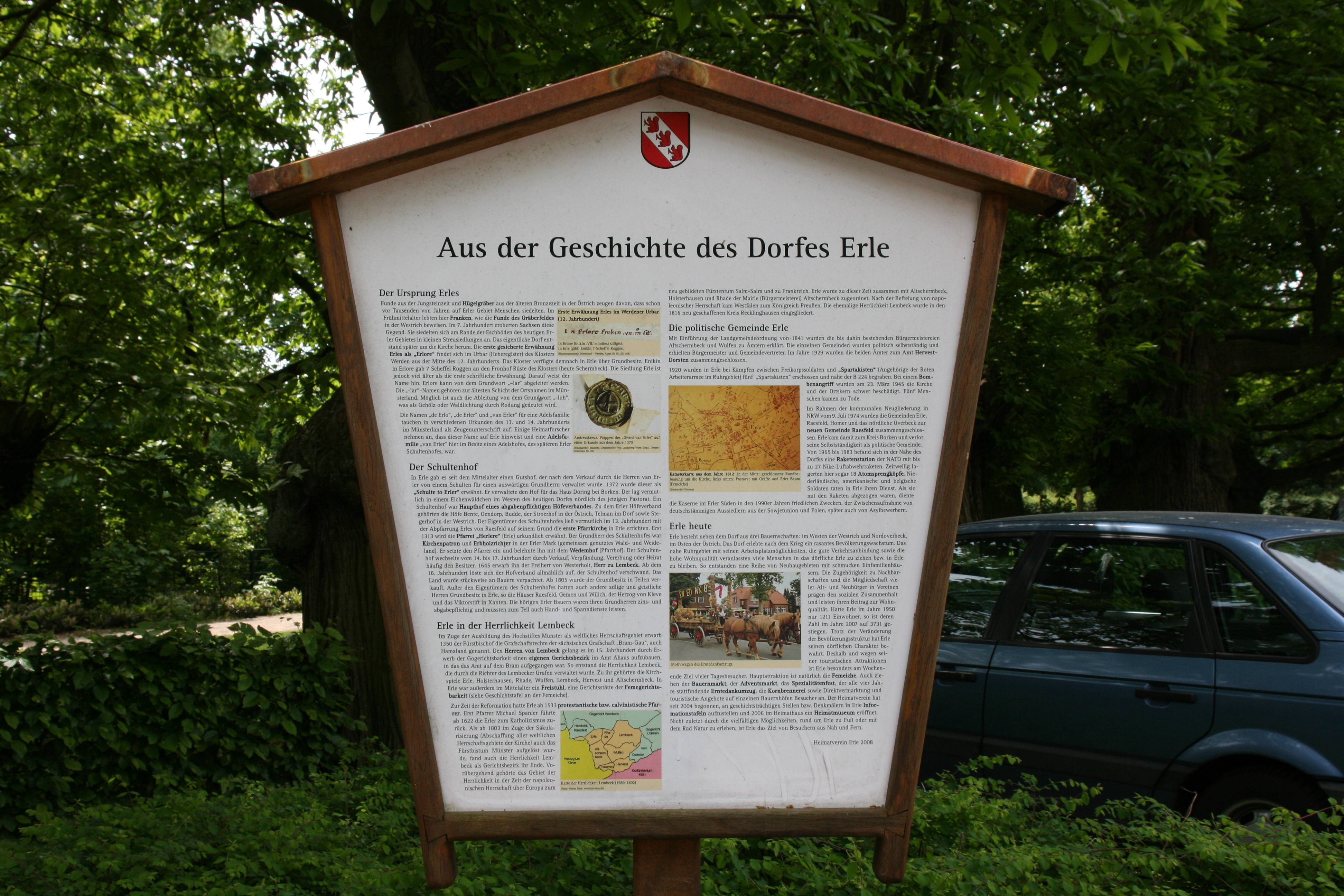
Informationen zur Geschichte des Dorfes Erle auf einer Schautafel des Heimatvereins (2008)

### Vor- und Frühgeschichte
Die Hügelgräber in der Bauerschaft Östrich, die in der späten Bronzezeit errichtet wurden, und Grabfunde aus der Jungsteinzeit beweisen, dass schon vor Tausenden von Jahren Menschen auf Erler Gebiet gelebt haben.:19ff:50ff Weitere Funde zeigen, dass im frühen Mittelalter hier Franken und Sachsen gesiedelt und sich, zumindest anfangs, feindlich gegenüberstanden.:23ff:29ff:69ff:118ff

### 1000 bis 1299
Anlässlich einer Schenkung Kaiser Heinrichs des II. wird Erle erstmals 1017 als „Horlon“ erwähnt. Im 12. Jahrhundert soll im Gebiet des heutigen Dorfes ein großer, freistehender Drostenhof gestanden haben, dessen männliche Linie erlosch und die weibliche Erben verschenkten deshalb das gesamte Gut an den Freiherrn zu Raesfeld. Josef Böckenhoff nennt im Heimatkalender der Herrlichkeit Lembeck von 1960 zehn Stammhöfe: Erlar in der Mitte der Hofgemeinschaft, Wissing im Westen, Tygard im Osten, Barkendal im Nordwesten, Westrick im Südwesten, Ordendorp im Nordosten, Sudendorp im Südosten, der Lütke, der Grote Hag in Werlo und am südlichen Rande Huxlo, wobei der verlassene Hof Tygard im „ollen Garden“ am Teufelstein lag.
Im Heberegister des Klosters Werden wird Erle in der Mitte des 12. Jahrhunderts als „Erlore“:27ff, in einem anderen Register, in welchem die Einkünfte der kirchlichen Benefizien des Bistums Münster abgeschätzt werden, wird Erle im Jahre 1313 als „Herlere“ genannt. Die Ritter zu Erle, die 1201 erstmals urkundlich erwähnt wurden und den Namen „von Ichorne“, also Eichhorn=Eichhörnchen, trugen, werden als die Gründer der im 12. Jahrhundert von Raesfeld abgetrennten Pfarrei St. Silvester (nach dem hl. Papst Silvester) angesehen Daher auch die drei Eichhörnchen im Dorf-Wappen. Es ist möglich, dass der im Jahr 1201 urkundlich genannte Ritter Fredericus de Herlon identisch ist mit dem im Jahre 1193 und 1207 auftretenden Friedrich von Erlo und das er und die in den Jahren 1246, 1256, 1259, 1270, 1281 und 1285 erwähnten Henricus de Erlo (auch Erler), Anoldus de Erler, Liudgerus de Erlo und Bernhardus de Erlo zu derselben Familie gehören und dass alle ihren Namen vom Dorf Erle herleiten.:65ff Ist dies richtig, dann ist das früh ausgestorbene Rittergeschlecht dieses Namens als Gründer der Kirche von Erle anzusehen. Urkundlich erwähnt ist wohl, dass das Patronatsrecht über die Kirche von einer Familie mit diesem oder einem ähnlichen Namen auf die Familie von Willich vererbt wurde.

### 1300 bis 1499
Erle wurde im Laufe der Zeit von den Mächtigen öfters verspielt, verkauft und verpfändet. Ab 1317 erhielt der Ritter Menco dictus Heydene die Freigrafschaft Heiden, zu der die Kirchspiele Heiden, Ramsdorf, Reken, Lembeck, Wulfen, Lippramsdorf, Hervest, Schermbeck, Erle, Raesfeld und die Bauerschaft Marbeck gehörten. 1335 versetzte Menco dictus Heydene u. a. die Freigrafschaft und den Gerichtsstuhl zu Erle (Erler) auf sechs Jahre an den Grafen Johann von Cleve. 1336 war Hermann Wykinck Freigraf des Erler Freistuhls. 1364 übertrug Wenemar von Heiden den Freistuhl zu Erle („Die Freibank bei der Kirche zu Erler“) dem Grafen Johann von Kleve. Bis 1374 war Dietrich van der Weldegerhoeve Freigraf des Erler Freistuhls. Im Jahre 1374 ging der südliche Teil der Freigrafschaft mit den Kirchspielen Lembeck, Schermbeck, Raesfeld, Erle, Wulfen und Hervest dauernd an die Familie von Raesfeld (Bytter von Raesfeld) über, während der nördliche Teil den Herren von Heiden verblieb. Wahrscheinlich bedienten sich dann die von Heiden und die von Raesfeld eines und desselben Freigrafen, der die gemeinsame Bezeichnung „der von Heiden“ führte. Bis zum Ende des alten Reiches verblieb sie in dem Besitz der Familie von Raesfeld zu Ostendorf. Um 1400 war August Wernerus de Bekehusen im Besitz der bischöflichen Lehngüter in Rode (Rhade) im Kirchspiel Erler (Erle). 1404/1405 war Heinrich von Lette Freigraf des Freistuhls zu Erle, 1405 übernahm Werner Leveking, 1426–1450 Bernt de Duiker das Amt. Im 15. Jahrhundert entstand durch das Bemühen der Herren von Lembeck, eine eigene Gerichtsbarkeit im damaligen Amt Ahaus zu etablieren, die Herrlichkeit Lembeck, dieser Begriff wurde 1467 erstmals urkundlich erwähnt. Die Herrlichkeit bestand aus den Dörfern Altschermbeck, Erle, Hervest, Holsterhausen, Lembeck, Rhade, Wulfen und anfangs auch noch aus Raesfeld und Lippramsdorf.
Seit dem Mittelalter gab es einen sogenannten Schultenhof. Ein Schultenhof ist der Haupthof einer Gemeinschaft abgabepflichtiger Höfe, die einem Grundherren gehörten. Zu diesem Verband gehörten die Höfe Bente, Oendorp, Budde, der Stroerhof, Telman und Stegerhoff, von dem angenommen wird, dass er im Besitz einer Adelsfamilie mit Namen „van Erler“ war. 1370 wird ein Gherd van Erler urkundlich erwähnt. (Ein Arnt van Erler wird 1484, 1394 eine Frau Kunne van Erler, Witwe des Hinriches van Erler und Mutter von Gherd, Metter und Heyleke van Erler urkundlich erwähnt. Darin kaufte die Witwe einen Hof in Ksp. Loen up der Huntwyck, womit vermutlich Stadtlohn gemeint ist.) Diese Höfe waren mit Erdwällen und Gräben befestigt. Das offene Land darum herum nannte sich (und heißt es bis heute) Erler Mark und gehörte den Höfen gemeinschaftlich. Diese hatten auch ihre eigene Gesetzgebung und Gerichtsbarkeit, die sogenannten Markgerichte, Holzgerichte oder Höltings. Die Familie van Erler verkaufte diesen Hof an den auswärtigen Grundherren Döring, der ihn durch einen sogenannten Schulte verwalten ließ:16ff. Dieser Schulte wurde 1372 erstmals schriftlich erwähnt. Nach örtlicher Überlieferung soll der Hof zu Erle zwischen dem Pastorat und dem Hofe Tellmann in der Paßweide gelegen haben, und zwar auf einem Grundstück, das ca. 1895 noch dem damaligen Wirte Böckenhoff genannt Bente gehörte und das damals „Der Schultenhof“ hieß und wo man auch die alte Solstätte aufgefunden haben wollte. 1645 wurde der Schultenhof Erle an den Freiherr Burkhard Wilhelm von Westerholt, Herr zu Lembeck, verkauft:65ff. Ab dem 16. Jahrhundert löste sich der Hofverband langsam auf und das Land wurde an die Bauern verpachtet. Das Femegericht von 1441, dem der Freigraf Bernt de Duker (Auch Bernt de Duiker genannt) vorstand, ist eines der wenigen überlieferten Gerichtsverfahren. Bernt de Duiker nannte sich bei diesem Freigerichte auch „vrygreve der vrygravscapp van Heiden.“ Unter der Teilnahme von rund 100 schildbürtigen Männern und Freien, u. a. Hugo van Osterwyk „freigreve in dem veste von Rekelinchusen“ sowie Wenemar von Heiden und Johan von Rasvelde, wurde nach dem Rechte des heiligen römischen Reiches und der Heimlichen Acht damals Gerhard von Diepenbrock und zwei seiner Knechte verfemt, weil sie vier gegen des Frevlers Bruder Evert von Diepenbrock ausgesandte Freischöffen ergriffen und misshandelt und zwei derselben ermordet hatten; allen Freischöffen wurde es unter Königsbann zur Pflicht gemacht, bei erster Gelegenheit die Geächteten zu ergreifen und an den nächsten Baum aufzuknüpfen „als der heymelyken achte recht ys.“ Der Freistuhl führte damals nach dem an den Pfarrhof anstoßendem Hofe Askamp die Bezeichnung „der Vryenstoel ten Hassenkampe by Erler.“ Der älteste bekannte Glockenguss für die Pfarrkirche zu Erle geschah 1469. Die Glocke hatte die Inschrift: „de levenden rop ick, de todden beklage ick, hagel un donner breke ick, Catharina hete ick“ MCCCCXXXXXXIX. 1452 bis 1458 war Johann Selter, 1481 bis 1485 Hinrick van Ryngenberghe Freigraf des Erler Freistuhls.
Auf eine Urkundliche Mitteilung scheint die Nachricht zurückzuführen zu sein, dass schon 1488 der klevische Anteil der Gemeinde Erle durch Vereinbarung zwischen dem Drosten Johann von der Horst zu Schermbeck und Johann von Lembeck an die Gerichtsbarkeit des Hauses Lembeck gekommen sei; letzterer habe sich verpflichtet, dass er die Gerichte zu Altschermbeck, Erle und Raesfeld wie in alter Zeit halten und die die klevischen Güter und Untertanen wie die eigenen schützen werde. 1487 wurde Bernt Remmer Freigraf des Erler Freistuhls.

### 1500 bis 1599

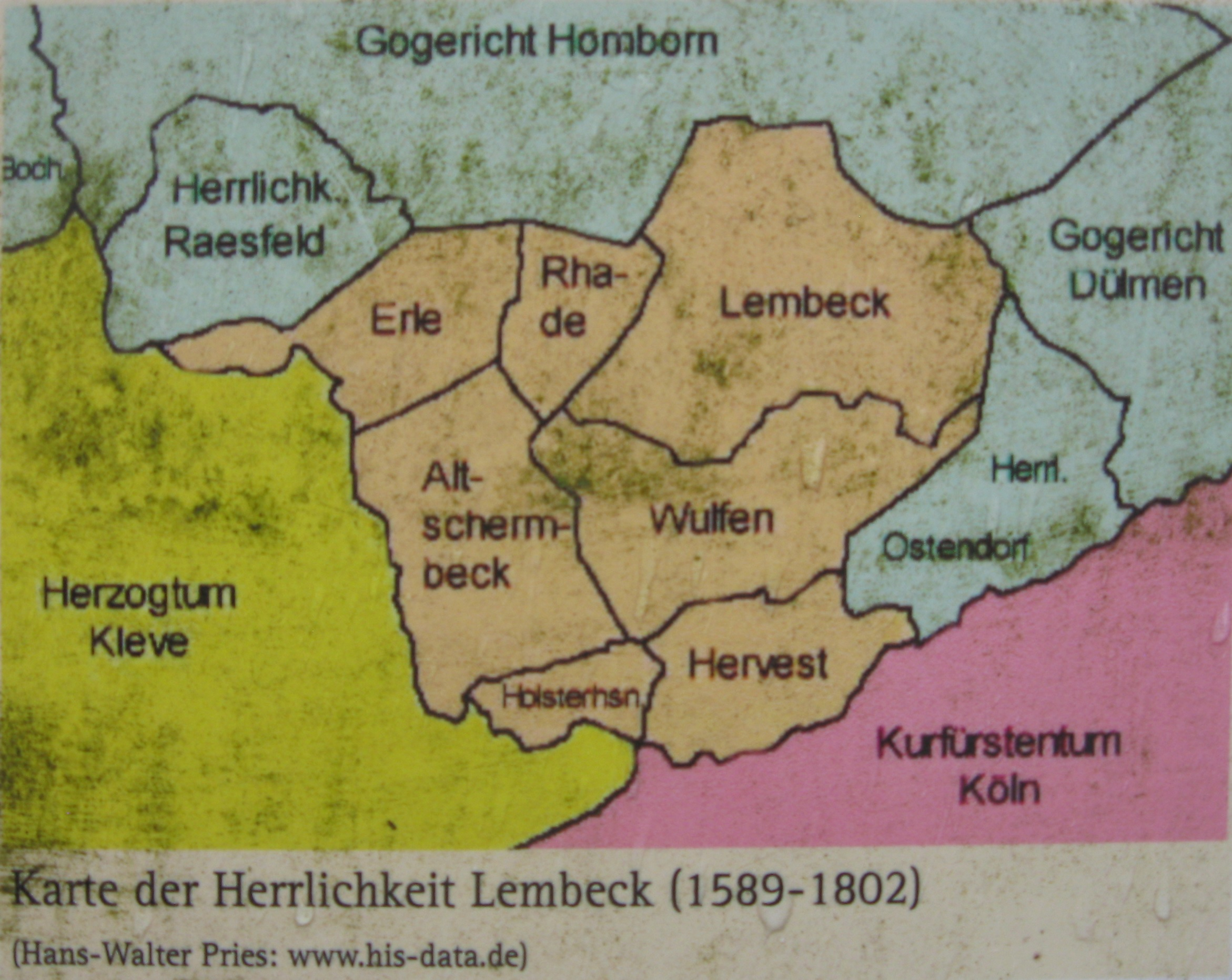
Erle innerhalb der Herrlichkeit Lembeck

Ein Deryck van Wijk wird namentlich als Pastor von Erle in einer alten Urkunde als Zeuge bei der Testamentaufsetzung des Johann von Raesfeld am 23. November 1500 erwähnt. Hierbei wurde festgelegt, dass seine Ehefrau Friedericke von Rede u. a. für ihr Altenteil „de olde Hanenborg“ erhalten sollte. Damit ist die Erler Turmhügelburg in der Erler Mark (Pötters Wiese) gemeint, dem Erler Pendant zur bekannteren Raesfelder Burg Kretier. Hermann Nyels war von 1505 bis 1518, Wessel then Slaede von 1527 bis 1543 und Berendt Tylken von 1547 bis 1573 Freigraf des Erler Freistuhls.
Zwischen 1533 und 1622 hatten calvinistische Pfarrer im Dorf das Sagen:118ff Der letzte katholische Pfarrer vor den Reformationswirren in Erle hieß Jakob Brabander. Er starb 1533. Sein offensichtlicher Dienst an der Gemeinde war der Neubau der „Kleinen Kirche“, dem Vorgängerbau der heutigen Kirche. Sein halb katholischer, halb protestantischer Nachfolger wurde Johannes Bernadi genannt. Zu seiner Zeit ist wahrscheinlich das damalige Kirchengebäude vom Feuer verwüstet worden. Er war bis 1555 Pfarrer in Erle.
In den Jahren 1532 und 1560 belehnten Johann Herzog von Kleve und Graf von Ravensberg Adolf von Raesfeld u. a. mit dem Kirchspiel Erle. 1543 urkundete Wessel ten Slaede, Freigraf des Johann von Raesfeld zu Raesfeld, über einen vor seinem Freistuhle getätigten Verkauf des im Kirchspiel Erle gelegenen Erbes „die Huerue“ an Hermann ther Hueren. Im 16. Jahrhundert wurde in Erle die Armenkasse gegründet. Anstatt eines Armenhauses übernahm diese Armenkasse über Jahrhunderte hinweg das Auskommen der bedürftigen Leute. Diese Armenkasse wurde durch die schatzpflichtigen Bürger Erles und u. a. durch Stiftungen finanziert:426ff.
Von 1555 bis 1559 nahm ein heute namentlich unbekannter Vikarius aus Dorsten das Amt des Dorfpfarrers ein, ebenfalls nicht als katholischer, sondern als reformatorischer Pfarrer. Dieser verließ Erle aus unbekannten Gründen um Platz zu machen für einen Johann Bocholt, genannt Buchholz, der von 1559 bis 1566 die Gemeinde mehr schlecht als recht leitete. Er machte den Weg frei für den wohl schlimmsten reformatorischen Pfarrer in Erle, dem verbitterten Calvinisten Philippus Raßfelt, auch Raesfeld genannt. Sein Wirken zwischen 1566 und 1586 bestand u. a. darin die Inneneinrichtung der damaligen Kirche völlig zu zerstören. Nach 20 Jahren wurde er dann des Landes verwiesen. 1587, 1598 und 1599 wütete die Pest in Dorsten. Besonders 1617 und 1635 bis 1637 traf es Erle und Raesfeld besonders schlimm:414ff.
Während des Achtzigjährigen Krieges zwischen Spanien und den Vereinigten Niederlanden kam es auch zu Übergriffen beider Truppen auf das Münsterland. Ende des 16. Jahrhunderts setzten über 24.000 spanische und 7000 niederländische Truppen über den Rhein und fielen in die vom Krieg bis dahin fast unberührten deutschen Landen ein. In der Erler Östrich ließ Don Alfonso Davilos, der unter dem Kommando von Francisco de Mendoza stand, ein mit Erdwällen und Wassergräben befestigtes Heerlager errichten und jahrelang (bis 1629) die Herrlichkeit Lembeck mit Raub, Mord, Brandschatzung und Erpressung überziehen. Diesen Job übernahmen dann im Dreißigjährigen Krieg Herzog Georg von Braunschweig-Lüneburg und der Landgraf Wilhelm von Hessen-Kassel mit ihren Truppen, die schließlich auch Schloss Lembeck und damit die Herrlichkeit Lembeck besetzten und den Brauch pflegten, alles was nicht niet- und nagelfest war mitzunehmen. Sie hörten damit erst 1648 wieder auf. Eine Folge des Dreißigjährigen Kriegs war auch die Verknappung des Holzes in der Erler Mark. Man begann auf den damals noch recht weit verbreiteten Heideflächen den Heidehumus zu ernten und diesen nicht nur als Ackerdünger, sondern auch als Brennmaterial zu benutzen.
Dem Philippus Raßfelt folgte für ein kurzes Intermezzo aus Dorsten in der Zeit von 1586 bis 1590 Jakob Funke, um dann zwischen 1590 und 1622 einem weiteren schlimmen Calvinisten die Schlüssel zur Kirche zu übergeben: Conradus Storrich. Dieser hatte so viel Unheil angerichtet, dass er auf einen Erlass vom Münsteraner Fürstbischof Ferdinand die Gemeinde hat verlassen müssen. Er und seine Frau starben in Schermbeck, und die Sage erzählt, dass sein Geist und der seiner Frau wegen ihrer schändlichen Verfehlungen auf dem Weg zur Ludgeruskapelle umgehen müssen.
Das Patronatsrecht über die Kirche zu Erle ging 1569 von den Herren von Wylich zu Diersfordt an die jüngere Linie dieser Familie über, die sich nach dem bei Xanten gelegenen Gute Winnendall nannte. 1571 wurde „Wilich Hoiffmeister“ als Patron genannt.

### 1600 bis 1799
1622 führte der klevische Landdroste Adolf Hermann von Wylich zu Winnendall den neuen Pfarrer Michael Spanier zu Erle ein, der es schaffte, die Gemeinde Erle nach all den Jahren der Reformationswirren wieder auf den katholischen Weg zu leiten und das Kirchengebäude wieder instand zu setzen. In Urkunden von 1623, 1626 und 1632 nannte sich die Witwe des o. g. Landdrosten Katharina geborene Pallandt „Erbholzrichtersche der Erler Marken und Collatrix der Kirche daselbst.“ Das Patronatsrecht war also ein Annexum des Erbholzrichteramtes der Erler Mark, und dieses wird an die Herren von Wylich gekommen sein, weil dieselben Drosten und Erbhofmeister der Grafen von Cleve waren, der ursprünglichen Lehnsherren der Freigrafschaft Heiden, also auch des Stuhles zu Erle war. Die Herren von Lembeck besaßen schon 1643 das Patronatsrecht zu Erle. Ebenfalls 1643 wurde ein Lehrer in Erle erwähnt. In der Erler Kirchenrechnung von 1644 die Rede davon, dass die beiden neuen Kirchenmeister eingesetzt seien „ihn nhamen unsers Synodi heren zu lembeck, weilen ehr nun auch zu dieser Zeit unser Erbholtrichter indt der Kirchen zu Erlle collator undt also oberkirchmeister geworden is.“ 1643 war das Patronatsrecht der Kirche zu Erle bereits im Besitz der Familie Westerholt zu Lembeck, von denen es dann 1702 auf den Grafen von Merveldt überging. 1651 wurde die Silvesterglocke in Erle auf der „Worte“ gegossen, sie hatte u. a. die Inschriften: „De Lebendigen rope ick, de Doden beweine ick, Hagel undt Donder breicke ick, Ao 1651“, „Michael Spannier Pastor in Erle me fieri euravit Joannes Formica me fecit“, „Dem woll edel undt gebornen Heren Heren Borchardt Freiher von Westerholt Her zu Lembeck Erbholtrichter undt Colator der Kirchen zu Erle“ sowie „Mathias Brandes Bernard Averhagen Kirchmeistre.“ Der älteste Lehrer und Küster, der dem Namen nach bekannt ist, war Henrich Richters; 1649 trat er sein Amt an und bekleidete dasselbe bis 1690. Er unterrichtete in seinem eigenen Hause, das am Platze gelegen war. Sein Nachfolger im Amte war Dietrich Jürgen Quickstert. Nach dem Tode Quicksterts wurde 1772 der aus Ramsdorf gebürtige Ortwin Rave als Lehrer und Küster angestellt.
1672 besetzten die französischen Truppen König Ludwigs das Dorf und die Herrlichkeit und zerstörten die Gebäude, die nach dem Abzuge der Spanier 1648 gerade wieder aufgebaut wurden aufs Neue. Die Pfarrer Heinrich Korte (1659 bis 1678) und Hermann Quickstert (1678 bis 1727) folgten Michael Spanier und führten seine mühsame Aufbauarbeit fort. Hermann Quickstert ist es zu verdanken, dass sich das Dunkel über die Erler Vergangenheit ein wenig mehr gelichtet hat, er begann während seiner Amtszeit mit den ersten regelmäßigen und detaillierte Aufzeichnungen. Pfarrer Joseph Cumann (1727–1769) führte diese Aufzeichnungen fort und erweiterte sie. 1734 verweigerte der Kölner Kurfürst Clemens August von Bayern seinem preußischen König Friedrich Wilhelm I. seine Truppen um den Streit mit den Franzosen um die polnischen Thronfolge auszutragen. Am 23. Dezember 1734 zogen dann preußische Truppen auch durch Erle um die Bevölkerung anstatt des Kurfürsten für dessen Ungehorsam mit Zwangsabgaben zu bestrafen, wohlweislich übersehend, dass Erle nicht unter kurkölnischer Landeshoheit, sondern zur Herrlichkeit Lembeck und damit zum bischöflichen Hochstift in Münster gehörte.
Der Siebenjährige Krieg (1756–1763) hatte auch für das Dorf Folgen. Zu Anfang mussten regelmäßig Nachschub an das Magazin in Wulfen geliefert werden. Als endlose Flüchtlingstrecks durchs Dorf zogen, wurde es ab 1757 durch französische Truppen für einige Zeit besetzt. Sie errichteten in Wulfen ebenfalls ein Magazin und nötigten alle Leute in der Herrlichkeit Lembeck, alles Entbehrliche dort abzuliefern. Am 15. Mai 1757 legte die französische Armee mit 35 Bataillonen und 24 Schwadronen ein Heerlager bei Altschermbeck an und verwüsteten die Felder und Obstbäume auch in Erle. Diese wurden dann 1758 durch die nachrückenden verbündeten preußischen, hannoverschen und hessischen Truppen vertrieben die sich natürlich auch an den Tieren und Feldfrüchten der Erler vergriffen. 1760 kamen die Franzosen wieder und den Rest der Zugtiere zu beschlagnahmen. Diesmal jedoch hatten die Erler daraus gelernt und ihre Tiere in den nahen Wäldern versteckt. Am 22. Juni 1762 lagerte eine weitere französische Armee unter dem Prinzen Louis V. Joseph de Bourbon, prince de Condé und General Dupichon in Altschermbeck und ließ die umliegenden Kirchspiele, also auch Erle mit Zwangsabgaben belegen und vollendete somit das Zerstörungswerk des Siebenjährigen Krieges. Danach folgen wieder Flüchtlingsströme aus Frankreich in der Zeit der französischen Revolution 1789 bis 1799, diesmal aus Priester, Mönche und Adelige bestehend.
Dem nach Heiden hin gelegenen Wall, auch Werl (heute führt die Straße Werlo dadurch) genannt, hatte 1786 neue Grenzen bekommen und war damit nicht mehr in der Erler Mark berechtigt, es gehörte vielmehr dem Freiherren von Wylich zu Diersfort. Die damalige Familie Schäper hatte es von dem seit Jahrhunderten zur Pacht. (1605: „Johan Olthuß, sunsten genannt de Scheipffer auff werlle“, 1614: „Jan Oldthoeff sunst genandt Jan Scheffer aufs Werll“). Zu Anfang des 19. Jahrhunderts gehörte der Hof Schäper aufm Werl („das kleine Werl“) der Frau Baeßen geborene Wydenbruck zu Borken; 1811 verkaufte diese den eigentlichen Hof an die aufsitzende Familie, während sie ihr die zugehörigen Grundstücke und Gerechtigkeiten, wozu auch die Schaftrift auf dem großen Werl gehörte, aufs Neue in Erbpacht gab. Der heutige Besitzer heißt Brömmel. 1772 wurde das erste kleine Schulgebäude errichtet. Es lehnte sich seitlich an den Turm der kleinen Kirche und hörte bereits beim ersten Strebepfeiler auf. 1792 wurde die große Glocke, über deren Entstehung nichts bekannt ist, umgegossen, ihre Inschrift lautete: „Henricus Petit me fecit anno 1792“.

### 1800 bis 1889
1803 kam Erle mit der Herrlichkeit Lembeck zum Fürstentum Salm. Als 1807 mit dem Frieden von Tilsit der Dritte Napoleonische Krieg zu Ende ging, wurde u. a. Erle auch offiziell Teil von Frankreich. Napoleon teilte das Land in Departements-Provinzen, diese in Arrondissements-Bezirke, diese zerfielen wieder in Kantone=Kreise, diese in Mairien oder Bürgermeistereien. Unser Dorf gehörte zum Lippedepartement und zum Arrondissement Rees, zum Kanton Ringenberg und zur Mairie Altschermbeck. Im Oktober 1806 ging der „Bange Tag“ in die Geschichte ein. Die gesamte männliche Bevölkerung Rhades und Erles stürmte in den Dämmerwald, auf der Flucht vor den aggressiven Soldatenwerbern der geschlagenen preußischen Truppen Friedrich Wilhelms I. 1812 wurde das Kirchspiel Erle eine politische Gemeinde. Im Mai 1812 erfolgte nämlich die Aufteilung des Gebietes in zwei Mairien, Lembeck und Altschermbeck, unter gleichzeitiger Erhebung der Kirchspiele zu politischen Gemeinden. Zur Bürgermeisterei Lembeck gehörten nun die Gemeinden Lembeck, Hervest und Wulfen und zur Bürgermeisterei Altschermbeck die Gemeinden Altschermbeck, Holsterhausen, Erle und Rhade. 1812 folgten auch Durchzug auf Durchzug von französischen Regimentern durch Erle in Richtung Russland. Schließlich begannen die Franzosen auch in Erle und Umgebung Soldaten auszuheben, d. h. zwangszurekrutieren. Nachdem Napoleons Truppen in der Leipziger Völkerschlacht unterlegen waren, ging das Ganze von vorne los, nur rückwärts zur Festung Wesel hin. Am 7. November 1813 zogen die letzten französischen Infanteristen durch Erle durch. Ihnen folgten ein paar Tage später ein Tross russischer Kosaken, die damals mit den Preußen verbündet waren, um die Festung Wesel zu belagern und zu stürmen. Zwischen dem 14. November 1813 und dem 4. März 1814 marschierten unzählige Kosaken durch Erle und nahmen auch Stellung im Dorf und den Bauerschaften. Im Gegensatz zu den Franzosen hausten die Kosaken wie die Tiere und nahmen sich an Vieh, Nahrungsmittel, Unterkunft und Frauen was sie wollten. Diese schreckliche Zeit ging als der „Kosakenwinter“ in die Geschichte der Erler Umgebung ein. Am 4. März wurden die Kosaken durch preußische Truppen unter General Friedrich Wilhelm Ludwig Otto Gans Edler Herr zu Putlitz und durch den Landsturm ersetzt, an dem sich auch Erler Männer beteiligten. Diese trieben die Franzosen letztendlich im Mai 1814 über den Rhein zurück.
Die Erler Gemeinde wurde durch diese schwierigen Zeiten durch Pfarrer Joseph Anton de Weldige-Cremer geführt, der das Pfarramt von 1770 bis 1814 innen hatte. Er war es auch, der die Femeiche vom kranken Kernholz befreien ließ und damit dem Baum das Weiterleben ermöglichte. Auch verdanken das Dorf diesem Pfarrer das heute noch stehende Alte Pastorat. Er ließ es 1790 nach dem Entwurf des Velener Baumeisters Tinnewald erbauen und 1797 nach Brand- und Sturmschäden wieder aufbauen. 1803 wurde die Poststrecke Essen–Borken eingerichtet und in der Erler Östrich wurde das 1797 erbaute Haus des Bauern Grewing, ehem. Suendarp bis 1850 zur Poststation:327ff. 1813 wurden beide Bürgermeistereien der Regierung zu Münster unterstellt und damit ebenfalls preußisch, 1816 wurden sie dann dem Kreis Recklinghausen zugeordnet. 1825 wurden beide Verwaltungen in Personalunion dem Bürgermeister in Wulfen unterstellt. 1844 wurden die Bürgermeistereien in Ämter umgewandelt.
Pfarrer de Weldige-Cremers Nachfolger, Franz Lohede (1814 bis 1843), zeichnete sich in seiner Zeit dadurch drei verschiedene Dinge aus: Den Neubau eines dringend benötigten Schulhauses (Hierbei handelte es sich um das 1816 erbaute Gebäude, das bis 1892 als Schule genutzt wurde und danach bis in die 1980er Jahre als „Kempers Scheune“ bekannt war, es war das letzte Haus vor der Kastanienallee am Eckhornsloh), durch die Verschönerung und Reparatur des durch die jüngste Kriegsvergangenheit vernachlässigte Kirchenhauses und durch die Prozesse, die er gegen die Erler Bauern führte, die gar nicht daran dachten, die durch Napoleon abgeschafften Fron- und Abgabedienste an den jeweiligen Pastor wieder aufzunehmen. Unter Lohede wurde der erste Kaplan der Pfarre eingeführt, Anton Schwarze, dem 1841 Heinrich Neuwöhner folgte. Ihm folgten in Erle 1843 Heinrich Schmitz aus Laer, 1846 Heinrich Besseling aus Südlohn, 1858 Bernhard Wittgen aus Münster, 1859 Frid. Ristemper aus Warendorf, 1863 Philipp Vorwich aus Ottmarsbocholt, 1865 Bernhard Segbers aus Legden, 1887 Peter Karthaus, 1913 Anton Berning aus Holthausen, 1927 Richard Schwering aus Billerbeck, 1928 Theodor Tombrink aus Holtwick, 1930 Georg Ording aus Cappeln und Hugo Johannismann aus Dortmund, 1941/42 Heinrich Lohmann aus Dülmen, 1947 Pater Liers und 1951 Bernhard Pieper aus Stadtlohn. Am 26. August 1819 besuchte der damalige König Friedrich Wilhelm IV. das Dorf und seiner damals schon berühmte Eiche. Im Jahre 1827 wurde ein Teil der zum Kreise Rees gehörende Bauerschaft Overbeck zur Pfarre Erle überwiesen.
Rund 48 Jahre wirkte danach Anton Nonhoff als Pfarrer von St. Silvester (1843–1891). Besonders bemerkenswert ist die Tatsache, dass er in dieser Zeit sowohl sein silbernes, sein goldenes und auch sein diamantenes Priesterjubiläum in der Gemeinde Erle gefeiert hat. Ihm verdankt das Dorf die bisher umfangreichsten Aufzeichnungen aus dem Kirchen- und Zeitgeschehen des damaligen Dorfes. 1840 fand die Teilung der Erler Mark statt. Statt Gemeinschaftseigentum wurde diese nun in kleine Eigentumsgrundstücke geteilt. Ebenfalls ab 1840 wurde die Botenpoststrecke Borken-Erle in Betrieb genommen:327ff. Im August 1849 wurden in der Bauerschaft Östrich Beiträge für ein Kruzifix gesammelt, das dort an der Stelle des alten Hagelkreuzes aufgestellt wurde; das letztere fand einen neuen Platz an der Landstraße nach Dorsten. Diese wurde um 1850 fertiggestellt und ab dem 1. April wurde die Personenpostlinie Borken-Raesfeld-Erle-Dorsten eingeweiht:327ff. Als Erler Gemeindevorsteher fungierte ab 1841 der Landwirt Heinrich Hesseling, sein Stellvertreter war der Schmied Franz Kock. 1843 wurde auf dem jüdischen Familienfriedhof der Familie Cahn das erste Familienmitglied bestattet. 1846 stellte Josef Schwane die Erler Turmwindmühle fertig. Von 1848 bis 1859 war Albert Tellmann Gemeindevorsteher:390ff. Die alte Katharinenglocke von 1469 wurde nach einem Sprung 1851 neu gegossen. Diese neue Glocke hatte die Inschrift: „Salve regina, mater misericordiae Vita, dulcedor, et spes nostra, Ego nominor Maria Ferdinandus & Frat. Edelbrock ex Gescher me fearunt, 1851“. Heinrich Lammersmann wurde am 1. März 1865 geboren. Von 1876 bis 1882 versah Schmiedemeister Franz Kock das Amt des Gemeindevorstehers. Am 16. Juni 1871, dem Tage des 25-jährigen Papstjubiläums, pflanzte Pfarrer Nonhoff mit der Gemeinde die auch heute noch stehende Pius-Eiche und ließ die Glocken in einem Akt zivile Ungehorsams genau für diesen Anlass läuten anstatt für den von Reichskanzler Otto von Bismarck ebenfalls an diesem Tage angeordneten „Friedenstag“. Zu tief saß noch der Groll des katholischen Priesters und seiner Gemeinde gegen den bismarckschen Kulturkampf. Einen großen Teil seiner Amtszeit verbrachte Anton Nonhoff mit der Sammlung von Kapital für den dringend gebrauchten Neubau der Kirche, 1864 ließ er bereits Pläne und Kostenvoranschläge vom Münsteraner Architekten und Diözesanbaumeister Hilger Hertel dem Älteren anfertigen. 1875 war es dann so weit. Dieser dauerte allerdings bis 1879, tatsächlich wurde die Kirche erst im April 1881 fertiggestellt. In der Zwischenzeit tat eine Scheune als Notkirche ihren Dienst. 1881 wurde Gastwirt Josef Böckenhoff am 1. Mai Verwalter der ersten Erler Postagentur. Ihm folgte Johann Brand und dann für Jahrzehnte Friedrich Meiners:327ff. Von 1882 bis 1891 war Schmiedemeister Johann Brand Gemeindevorsteher:390ff.

### 1890 bis 1899
Im November 1890 wurde ein Vorgängerverein des Heimatbundes Herrlichkeit Lembeck gegründet. In der Erler Pfarrchronik wird 1887 erstmals der Kirchenchor erwähnt. Am 15. April 1891 wurde eine Postagentur der „neuen Art“ in Erle in der späteren Wirtschaft Schneemann eingerichtet, am 10. Juni wurde die Mädchenschule (heute Heimathaus) eröffnet. In der Zeit zwischen 1870 und 1880 wurde das Gebiet des ehemaligen spanischen Heerlagers durch Hosius archäologisch untersucht, gefolgt von weiteren Untersuchungen 1884, 1901 und 1907. Am 25. Januar 1875 begann Heinrich Lammersmann mit der Schulchronik. Am 8. September 1890 wurde der Erler Mütterverein durch einen Jesuitenpater gegründet. Dem Erler Allgemeinen Bürgerschützenverein Erle wird eine neue Fahne gestiftet:551ff. Peter Karthaus, geboren in Surabaya auf der Insel Java, Kaplan in Erle von 1887 bis 1891 wurde schließlich Priester der Gemeinde und versah dieses Amt von 1891 bis 1927. Im selben Jahr wurde auch Landwirt Hermann Klaus Gemeindevorsteher (1891–1892):390ff und der Spar- und Darlehnskassenverein gegründet:333ff und Fritz Sagemüller wurde geboren. Ebenso wie Pfarrer Nonhoff ist Peter Karthaus wegen seines selbstlosen und überaus bescheidenen Charakters als Seelsorger in die Erler Kirchengeschichte eingegangen. Ihm ist es zu verdanken, dass die neue Kirche auch eine würdige Innenausstattung bekam, indem er die unermüdliche Arbeit Pfarrer Nonhoffs fortführte. Außerdem ließ er 1892 das damals bereits über 100 Jahre alte Pfarrhaus gründlich renovieren. Von 1892 bis 1898 hatte der Brennereibesitzer Heinrich Böckenhoff das Amt des Gemeindevorstehers inne:390ff. Ebenfalls 1892 wurde die neue Knabenschule fertig (heute Backshop Spangemacher). 1893 reiste Dechant Karthaus nach Rom und brachte eine Reliquie vom Hl. Papst Silvester mit, die in das Altarkreuz eingelassen wurde. In der Zeit von 1898 bis 1904 stand der Landwirt Heinrich Schneemann dem Dorf als Gemeindevorsteher vor. 1897 bis 1899 grassierte die Diphtherie in Erle, es starben insgesamt 17 Kinder. 1899 feierte Pfarrer Karthaus sein silbernes Priesterjubiläum.

### 1900 bis 1909

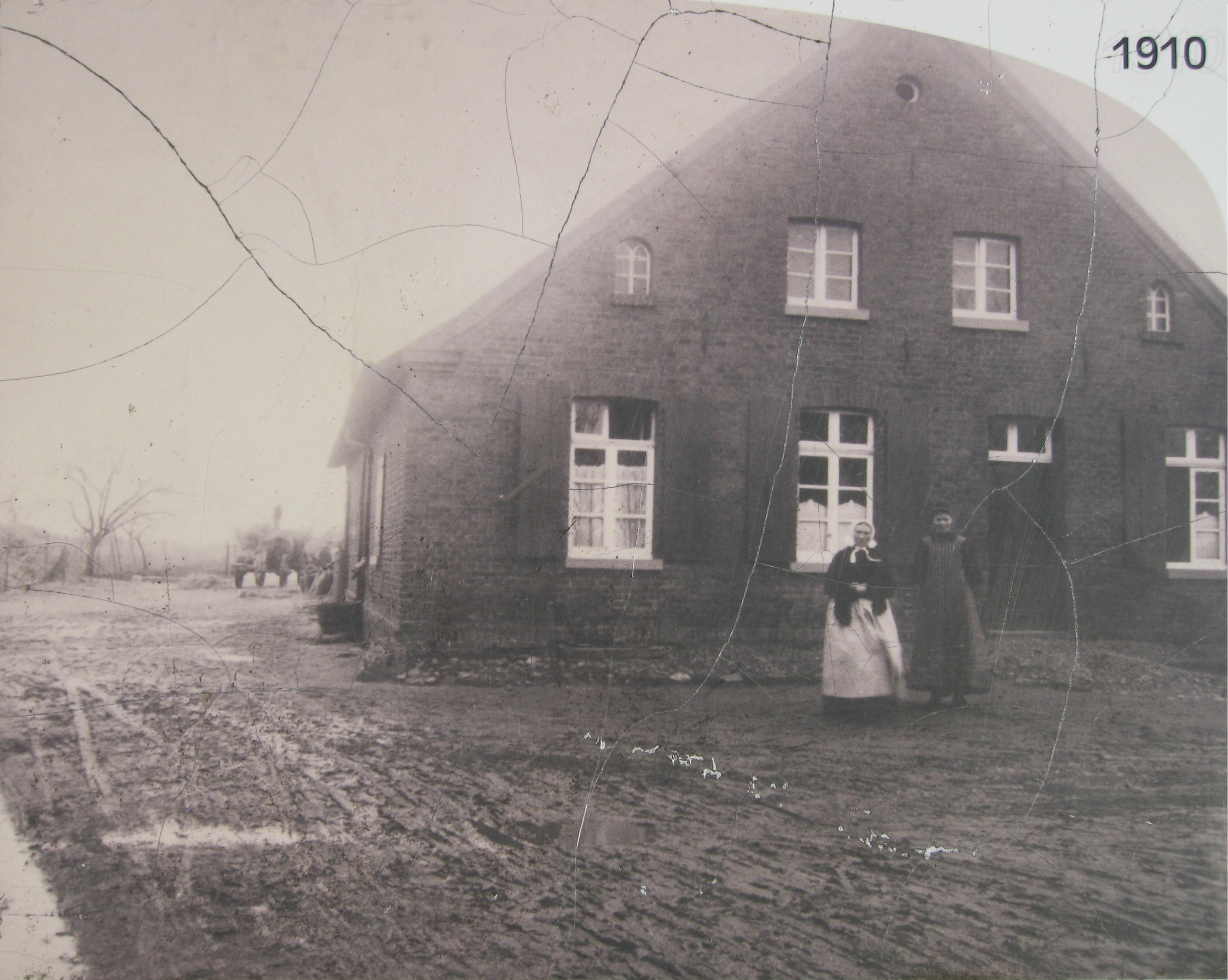
Die Schermbecker Straße um 1910 nach ihrer „Befestigung“. Asphaltiert war die Straße damals noch nicht.

Die Befestigung der Rhader Straße, 1900 beschlossen, wurde 1901 fertiggestellt. Die Erler Volksbücherei wurde ebenfalls 1900 gegründet. Mit dem 1903 beschlossenen Ausbau der Schermbecker Straße wurde 1905 begonnen; er wurde nach einjähriger Bauzeit im Dezember 1906 beendet. Die Kosten teilten sich die Gemeinden Erle und Schermbeck und der Kreis Recklinghausen. Viele Dorfbewohner fanden als Tagelöhner Arbeit bei diesen Baumaßnahmen, Werkzeug und Schubkarren mussten sie selbst stellen. Die Dorfstraßen befanden sich auch danach noch in einem prekären Zustand. Wegen der fehlenden Kanalisation kam es häufig zu Überschwemmungen, die nicht asphaltierten Wege weichten auf und das Wasser lief durch die Haustüren in die Häuser. Am 16. März 1909 wurde die sogenannte „Hohe Schule“ eingeweiht. Gemeindevorsteher von Erle war von 1904 bis 1911 der Landwirt Hermann Brömmel.:390ff

### 1910 bis 1919
Gemeindevorsteher von 1911 bis 1923 war der Maurermeister Anton Nienhaus.:390ff Landdechant Peter Karthaus erkrankte 1913 schwer und musste in Münster operiert werden. Seit Anfang des 20. Jahrhunderts und bis 1926 wurden im fränkisch-merowingischen Gräberfeld in der Westrich 22 Gräber gefunden und u. a. durch die Lehrer Heinrich Lammersmann und Fritz Sagemüller ausgegraben:69ff. 1914 wurde die Kaplanei an der Schermbecker Straße erbaut. 1914 wurde auch die Freiwillige Feuerwehr Erle gegründet, das Spritzenhaus stand bis 1966 auf dem Schulgelände, wo heute die Turnhalle der Silvesterschule steht. Aus dem Ersten Weltkrieg kamen 38 Erler nicht zurück; ihre Namen sind auf dem 1930 errichteten Kriegerdenkmal zu lesen. Bereits Ende 1914 durfte ans Vieh kein Getreide mehr verfüttert werden, ab 1915 wurden wirtschaftliche Zwangsmaßnahmen ergriffen. Die Erler Bauern mussten Pferde, Getreide, Milch u. a. abgeben.:426ff 1915 machte sich der Mangel an Männern bei der Ernte bemerkbar, aber die Bewohner konnten sich noch gegenseitig aushelfen. Die Verbraucherpreise stiegen 1915 um über die Hälfte an. Die Jahre von 1916 bis 1918 wurden durch die Umstände des Krieges bereits zu Mangeljahren. Nach einigen Ernteausfällen wurde auch die Eigenversorgung schwierig. Auch in Erle stellte der berüchtigte Steckrübenwinter 1916/17 den Tiefpunkt des Lebensmittelmangels dar.:426ff Wegen der Nähe zum Ruhrgebiet kamen täglich Stadtleute auf „Hamsterbesuch“ ins Dorf. Am 21. Juni 1917 musste die Erler Kirche die „kleine Regina“ und die „Große Glocke“ zwecks Einschmelzung zur Waffenproduktion an das Amt Wulfen abliefern. Nur die Silvesterglocke verblieb bis 1923 in der Glockenstube. 1918 grassierte die Spanische Grippe, trotz Schulschließung erkrankten 61 % aller Schulkinder, vier von ihnen starben. Nach dem Waffenstillstand zogen Fronttruppen auf dem Rückmarsch vom Rhein durch Erle. Am 26. November wurden Hessen aus Fulda in die geräumten Schulhäuser einquartiert. Bis zum 13. Dezember zog jeden Tag deutsches Militär durch das Dorf und belästigte die Dorfbewohner. Auch Auswirkungen der kriegsbedingten Hyperinflation begannen sich bereits 1919 zu zeigen, als die Ämter Altschermbeck und Wulfen das erste eigene Notgeld in Form von 5- und 10-Pfennig-Münzen prägten; 1920 kam das 50-Pfennig-Stück dazu. Alle drei Münzen zeigen auf der Rückseite die Erler Femeiche. Erst 1924 verlor das Notgeld mit der Einführung der Rentenmark seine Gültigkeit.

### 1920 bis 1929

Das Wappen der Herrlichkeit Lembeck.

Nach dem Ende des Kriegs stellte auch die Herrlichkeit Lembeck eine bewaffnete Bürgerwehr in den Orten auf, die von hungernden Bewohnern des Ruhrgebiets immer noch aufgesucht wurden, um gegen Plünderungen und Felddiebstähle vorzugehen. Diese Bürgerwehren wurden im Sommer 1920 bereits wieder aufgelöst.:430ff Die politischen Unruhen in Berlin hatten auch Folgen für das Dorf. Nach dem Kapp-Lüttwitz-Putsch und dem daraufhin ausbrechenden Ruhraufstand der Bergarbeiter des Ruhrgebiets räumte die Reichswehr am 19. März 1920 die Stadt Dorsten und zog sich nach schweren Kämpfen im Raum Walsum und Dinslaken in die Festung Wesel zurück. Am 21. März rückte die sogenannte Rote Ruhrarmee, auch „Spartakisten“ genannt, in Erle ein, und bezog dort Quartier. Ein Auftrag bestand darin, Einwohnerwehren zu entwaffnen und die Unterstützung des Militärs zu verhindern, was im Dorf und in der Umgebung zu großer öffentlicher Unsicherheit führte. Am 26. März 1920 rückte die Marine-Brigade von Loewenfeld, ein am Kapp-Putsch beteiligtes, für seine Brutalität berüchtigtes Freikorps aus Angehörigen der früheren Kaiserlichen Marine, von Münster über Billerbeck und Borken kommend gegen die Spartakisten vor und fanden in Erle noch drei Rotarmisten vor, die standrechtlich erschossen wurden. Am 27. März wurde Erle gründlich von Reichswehrtruppen nach versprengten Rotarmisten durchsucht. Fünf Rotarmisten wurden auf der Flucht nach Dorsten bei der Gastwirtschaft Heßling Platz (heute als Tenk-Heßling bekannt) gestellt und auf der Flucht in die Östrich an der Rhader Straße verwundet und dann mit Kopfschuss getötet. Die Toten ließ man liegen, abends begruben Erler Bürger sie auf dem Grundstück Lechtenbrink, heute ein kleines, unbebautes Grundstück vor dem Hof Wewers.
Im Juli 1922 erfolgte die Gründung des Heimatbundes der Herrlichkeit Lembeck. Dessen Ortsgruppe Erle war der erste Heimatverein in Erle; das kleine Heimatmuseum mit den Ausgrabungsstücken war in einem der Schulgebäude untergebracht.:567ff Nach der Währungsreform normalisierte sich die Lage in Erle bereits 1924 ein wenig. Der Landwirt Johann Paß wurde zum Gemeindevorsteher ernannt.:390ff Pfarrer Karthaus bemühte sich, neue Glocken für die Kirche zu beschaffen. Zur Finanzierung dreier Glocken wurde die Silvesterglocke abgegeben. Die größte der am 21. Dezember 1923 gelieferten Glocken erhielt den Namen St. Silvester und die Inschrift: „St. Silvester Patrone noster conforta nos in fide“; die Mittlere wurde der Mutter Gottes geweiht und erhielt die Widmung: „Nos cum prole pia benedicta Virga Maria“; und die kleinste Glocke war den Schutzengeln geweiht: „Sancti Angeli Custodes, illuminate, regite, custodite nos“. 1924 wurde im Dorf das goldene Priesterjubiläum von Peter Karthaus zwei Tage lang gefeiert. 1926 ließ Pfarrer Karthaus den neuen Friedhof anlegen. Am 4. November 1927 verstarb der beliebte Pfarrer nach einem halben Jahr schwerer Krankheit. Als neuer Pfarrer wurde Eberhard Grosfeld 1928 eingeführt.
Im Zuge der kommunalen Neuordnung (Preußisches Gesetz zur kommunalen Neuordnung des rheinisch-westfälischen Industriegebiets) wurden die beiden Ämter Altschermbeck und Lembeck 1929 vereinigt und zum Amt Hervest-Dorsten zusammengelegt. Verwaltungssitz blieb vorerst noch Wulfen.

### 1930 bis 1939

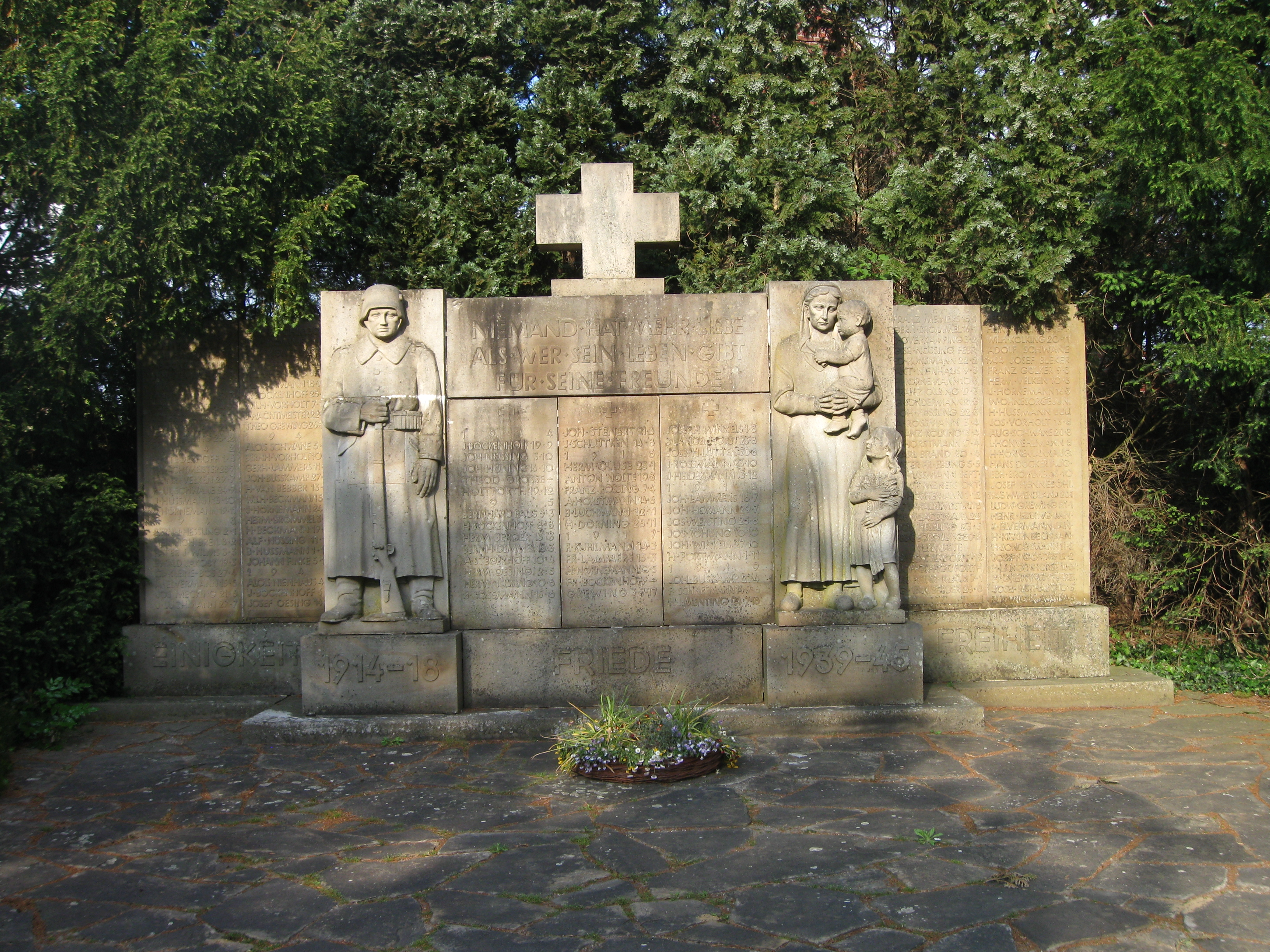
Kriegerdenkmal in Erle

1930 erhielt die Kirche den Sakristeikeller und eine Warmluftheizung, ebenso wurden die noch von Pfarrer Karthaus initiierten Renovierungsarbeiten beendet. Auch wurde am 31. August 1930 das Erler Kriegerdenkmal eingeweiht, es wurde vom Bildhauer Dirks aus Billerbeck geschaffen. Am 23. Oktober 1931 starb Heinrich Lammersmann. Die Bevölkerung Erles wählte seit jeher mehrheitlich die katholische Zentrumspartei. Dennoch zeigten die Wahlergebnisse ab 1930 auch hier eine wachsende Zustimmung zur NSDAP, die in der Zeit vor der Machtergreifung nachhaltige Stimmengewinne verzeichnete, wenn auch auf vergleichsweise niedrigem Niveau weit unter dem Reichsdurchschnitt.:449ff Ab dem 1. März 1933 hatte Erle einen eigenen NSDAP-Stützpunkt. Am 23. Juli 1933 wurde veranlasst, dass der bisherige Gemeindevorsteher durch ein NSDAP-Mitglied.:449ff 1933 stellten der NSDAP-Stützpunktleiter den Antrag auf Teilnahme an den nichtöffentlichen Gemeinderatssitzungen; 1935 bestand der Erler Gemeinderat nur noch aus Parteimitgliedern.:449ff Erle erhielt am 1. Januar 1935 eine eigenständige NSDAP-Ortsgruppe. Propagandaleiter der Erler Ortsgruppe war der Lehrer Fritz Sagemüller. Die NS-Frauenschaft wurde von der Lehrerin Mathilde Aldiek geleitet. Insgesamt hatte die NSDAP im Münsterland nicht den nötigen Zulauf, um alle Parteiämter mit bewährten Leuten zu besetzen. In Raesfeld und Erle griff man daher vermehrt auf Lehrer zurück, die teilweise bis zu fünf Parteiämter gleichzeitig bekleideten, ohne notwendigerweise tief überzeugte Nationalsozialisten zu sein. Auch der Ortsgruppenleiter wurde nach dem Krieg von Pfarrer Grosfeld als relativ harmlos bezeichnet und entlastet, nach Einschätzung Ingrid Sönnerts „... wohl deshalb, weil der Ortsgruppenleiter ein recht katholischer Mann war“.:449ff.  Das Verhalten einiger Dorfbewohner gegenüber der jüdischen Familie Cahn und deren Freunden im Dorf während der Zeit des Nationalsozialismus belegt aber, dass die NS-Ideologie durchaus aktive Anhänger hatte und das Klima im Dorf mitprägte.
Das Amt „Hervest-Dorsten“ zog nach der Einbeziehung der Stadt Dorsten am 1. April 1937 in den Amtsverband nach Dorsten um. 1938 wurde ohne Wissen des Schulleiters Fritz Sagemüller auf dem Erler Schulhof ein sogenannter „Stürmer-Schaukasten“ der gleichnamigen NS-Zeitung aufgestellt. Dieser beschwerte sich darüber erfolgreich. Nach Beginn des Zweiten Weltkriegs wurden im Dezember 1939 in der Östrich zuerst Soldaten der „Goslarer Jäger“, dann Pommersche Landwehrtruppen einquartiert. Nach deren Abzug wurden über 1000 Soldaten der voll motorisierten Waffen-SS aus Österreich einquartiert, die im Frühjahr 1940 zu den Holland-, Belgien- und Frankreichfeldzügen abrückten.:487ff

### 1940 bis 1949
1940 wurden zwei Kriegsgefangenenlager im Dorf und in der Östrich errichtet und u. a. mit polnischen Kriegsgefangenen belegt. Im selben Jahr begannen nächtliche Überflüge englischer Bomber über das Dorf auf dem Weg ins Ruhrgebiet. Ebenfalls 1940 verließ die jüdische Familie Cahn, die seit 1824 in Erle wohnte, das Dorf. 1941 wurde ein Teil der Familie nach Riga deportiert.:538ff. 1942 wurde in der Erler Heide die ersten Scheinanlagen installiert, um alliierte Bomber dazu zu verleiten, ihre Bombenfracht bereits kurz vor dem Ruhrgebiet abzuladen. Am 22. Januar 1942 musste die Gemeinde die neuen Glocken „St. Silvester“ und „Maria Mutter Gottes“ zur Einschmelzung hergeben. Am 21. Januar 1942 wurden die aus Erle stammenden Emma und Jettchen Cahn ins KZ Theresienstadt und am 21. September 1942 ins Vernichtungslager Treblinka deportiert wo sie ermordet wurden.:538ff 1942 und 1943 wurden in der Erler Östrich eine FlaK-Stellung und ein Flugwachtposten eingerichtet. Im Sommer 1944 wurde wieder eine große Versorgungseinheit für Munition und Treibstoff im Dorf einquartiert. Ab 1944 flogen die Alliierten auch tagsüber über Erle hinweg. Ab diesem Zeitpunkt wurden in Erle auch vermehrt Schutzgräben und -löcher zum Schutz gegen Tiefflieger angelegt. In der gesamten Zeit seit 1940 wurde Erle unregelmäßig und vereinzelt mit Bomben und Luftminen bombardiert, es gab Tote und Zerstörung zu beklagen, auch durch Tieffliegerangriffe.:487ff Aber im Vergleich zu Raesfeld, das zu 40 %,:487ff und Rhade, das wegen seines Bahnhofs noch schwerer zerstört wurde, waren die Schäden bis zum März 1945, als die alliierten Truppen im Rahmen der „Operation Varsity“ über den Rhein setzten und einen Brückenkopf nordwestlich von Wesel bildeten, gering. Am 23./24. März 1945 wurde Erle diesmal gezielt von schweren Bomber- und Tieffliegerangriffe heimgesucht, die dem militärischen Beobachtungs- und Funkposten auf dem Kirchturm galten. Spreng- und Brandbomben zerstörten die meisten Häuser im Dorf rund um den Kirchturm, der zuerst in Brand geschossen später zusammenbrach. Dabei ging auch die kleine „Schutzengel“-Glocke verloren. Auch die Östrich war Ziel von Bombenangriffen. Nachdem man die FlaK-Stellung bombardiert hatte, wurden auch einzelne Höfe gezielt angegriffen, in denen der Kommandeur der deutschen 1. Fallschirm-Armee, General Alfred Schlemm, vermutet wurde. Am 26. März kam es nochmals zu schweren Luftangriffen auf das Dorf. Am 27. März 1945 starb der Hauptlehrer Fritz Sagemüller bei einem Bombenangriff. Seiner Ehefrau ist es zu verdanken, dass viele der Ausgrabungsstücke aus dem fränkischen Gräberfeld den Angriff überstanden. Am selben Tag begannen sich die in und um Erle stationierten deutschen Verbände in Richtung Rhade und Lembeck zurückzuziehen, so dass die einrückenden britischen Fallschirmjäger unter Brigadier James Hill das Dorf nach drei lokal begrenzten Gefechten mit verbliebenen Wehrmachtseinheiten am 28. März besetzen konnten. Die Engländer wurden später durch US-amerikanische Truppen abgelöst.
Insgesamt sind in Erle in diesen Tagen mindestens 35 Soldaten gefallen: 26 Deutsche, 6 Briten, 2 Russen und ein Amerikaner. Die Erler Zivilbevölkerung hatte 8 Tote zu beklagen. Im Zweiten Weltkrieg sind insgesamt 104 Erler gestorben oder gelten als vermisst. Dass die Besetzung Erles relativ unblutig vonstattengehen konnte, ist dem Rhader Robert Komberg und dem Erler Volkssturmadjutanten Nienhaus zu verdanken. Komberg überredete Nienhaus dazu, für den Volkssturm eingelagerte Waffen und Munition am Rande der Hohen Mark in einem Bombentrichter zu verstecken.
Bis Ende 1945 gab es in Erle mehrfach Überfälle und Plünderungen durch ehemalige Zwangsarbeiter.:509ff Noch unter der britischen Besatzungsbehörde wurde das Zentrumsmitglied Johann Hußmann als Bürgermeister eingesetzt. Hußmann wurde bei der ersten Kommunalwahl auch von den Wählern bestätigt. 1948 folgte ihm sein bisheriger Stellvertreter Bernhard Lammersmann im Amt, der bis 1956 Bürgermeister von Erle blieb.:390ff
Gleich nach Kriegsende begann man in Erle mit dem Bau einer Notkirche, diese wurde am 28. Oktober 1945 eingeweiht. Auch wurde unverzüglich der Wiederaufbau der Hauptkirche vorbereitet. Schon 1945 nahm der seit 1939 verbotene Mütterverein die Vereinsarbeit wieder auf. Eine Volkszählung zählte 1946 neben den 991 gebürtigen Erlern 220 im Dorf lebende Kriegsflüchtlinge, 1950 waren es noch 123.:510ff 1946 gründete sich der Kirchenchor neu, diesmal auch mit weiblichen Mitgliedern. Im Sommer 1948 wurde mit dem Wiederaufbau der Kirche nach Plänen des Architekten Otto Bongartz aus Köln begonnen. Am 14. November 1948 wurde die Kolpingsfamilie Erle gegründet. Pfarrer Grosfeld starb 1949. Sein Nachfolger wurde Theodor Vortmann. Im selben Jahr gründete sich die Erler Gruppe der Landjugend. Am 15. Oktober 1949 wurde die wiederaufgebaute Pfarrkirche durch Weihbischof Heinrich Roleff geweiht.

### 1950 bis 1959
Im 9. Mai 1951 brachte Heinrich Limberg die drei neuen Glocken aus dem Bochumer Gussstahlwerk ins Dorf. Die Inschriften lauten für die große Glocke: „Die Lebenden rufe ich, die Toten beklage ich, Blitz und Donner breche ich“ sowie „St. Silvester, unser Patron, stärke uns in Treue“, für die mittlere „Uns mit unseren Kindern segne Jungfrau Maria“ und auf der kleinen Glocke steht „Die Schutzengel mögen uns erleuchten, leiten und beschützen“. Am 12. Juli 1953 wurde die neue Kirchenorgel mit 20 Register ihrer Bestimmung übergeben. 1954–1955 wurde aus der Landjugend die Katholische Landjugend, 1959/'60 kamen Rhader Jugendliche dazu und seitdem nannte man sich KLJB Erle/Rhade. 1955/'56 wurde Schwanes Mühle zum ersten Mal renoviert und die Windflügel ausgetauscht. Hubert Menting wurde 1956 zum Bürgermeister gewählt:390ff. 1957 wurde im hinteren Teil des Pastorats ein Jugendheim eingerichtet. Das durch die Gemeinde Erle in Auftrag gegebene neue Ehrenmal wurde am 10. Juni 1957 eingeweiht:561ff. Die Umgehungsstraße (B224) wurde am 16. Dezember 1958 dem Verkehr übergeben.

### 1960 bis 1969
Das neue Gebäude der kath. Volksschule, die Silvesterschule, wurde am 20. Mai 1960 eingeweiht und wurde bereits 1961 erweitert. Die Kapelle „Die Erler Jäger“ gründeten sich 1961. Schreinermeister Fritz Heidermann bekleidete ab 1961 das Amt des Bürgermeisters:390ff. Der kath. Kindergarten St. Silvester wurde am 16. Juli 1964 eingeweiht und im selben Jahr auch mit dem Bau der neuen Sakristei begonnen. 1964/65 bekam die Erler Pfarrkirche ihre neuen farbigen Chorfenster. Der Baumpfleger Michael Maurer sanierte 1965 die Femeiche umfassend. 1965 bezogen niederländische NATO-Truppen die Erler NATO-Base. Der Fuhrunternehmer Tünte fand im Östricher Bruch im Herbst 1965 den Erler Riesenbecher. Der Erweiterungsbau und die Turnhalle der Silvesterschule feierten am 17. Dezember 1965 Richtfest. Am 26. Januar 1966 starb Pfarrer Theodor Vortmann. Seine Amtszeit stand ganz im Wiederaufbau und Modernisierung der Pfarre. Ihm folgte am 19. Mai Pastor Hermann Schürmann ins Amt. Die „Hohe Schule“ wurde in den Sommerferien 1966 abgerissen. Die Volksbank bezog ihr neues Domizil am 5. Oktober 1966 (heute Backshop Spangemacher.) Am 23. Juli 1967 bezog die Erler kath. öffentliche Bücherei neue Räumlichkeiten im alten Pastorat. Im selben Jahr wurde die neue Turnhalle und der dritte Bauabschnitt der Silvesterschule vollendet. Am 15. Oktober 1967 wurde der alte Friedhof endgültig geschlossen und eingeebnet; später entstand an der Stelle ein Bolzplatz (Heute Jugendhaus.) Am 22. Oktober 1967 wurde das neue Feuerwehrhaus eingeweiht. Der Polizeiposten im heutigen Heimathaus wurde 1968 geschlossen. Seit 1968 nennt sich der Mütterverein „Katholische Frauengemeinschaft Deutschlands“. Am 1. Oktober 1968 wurde in der Östrich auf dem Hof Böckenhoff und in der Westrich auf dem Hof Stegerhoff jeweils eine Kartoffel-Gemeinschafts-GmbH gegründet. Ab Oktober 1968 wurde mit Hilfe des Landeskonservators die Windmühle restauriert. 1969 bezog die Erler Bücherei Räumlichkeiten im Alten Pastorat. Letzter Bürgermeister der eigenständigen Gemeinde Erle wurde 1969 bis 1974 der Landwirt und Kaufmann Bernhard Böckenhoff:390ff. Im Jahr 1969 wurde der Sportverein Eintracht Erle 1969 e. V. gegründet.

### 1970 bis 1979
Im Juni 1970 begannen die Arbeiten zur Umgestaltung und Modernisierung des Kircheninneren nach Entwürfen von Manfred Ludes. Bürgermeister Böckenhoff übergab am 19. Juni 1971 der Öffentlichkeit eine kleine heimatkundliche Sammlung mit Fundstücken aus dem fränkisch-merowingischen Gräberfeld. Ausstellungsort waren Schaukästen in der Silvesterschule. Der Erler Gemeinderat beschloss 1971 einstimmig den Anschluss der Gemeinde Erle bei der anstehenden kommunalen Neugliederung an die Stadt Dorsten:407ff. Ostern 1971 wurde der neue Chorraum aufgestellt: Altar (Geweiht am 9. Dezember 1971), Ambo, Kreuz mit Tabernakel und Ewiges Licht wurden vom Raesfelder Bildhauer Hermann Kunkler gestaltet. 1973 feierte die Erler Kolpingsfamilie ihr 25-jähriges Bestehen. Ab diesem Zeitpunkt wurden auch Frauen in die Familie aufgenommen. 1974 wurde die neue Friedhofshalle fertig und eingeweiht. Im Jahre 1974 wurde zum letzten Mal Getreide in Schwanes Mühle gemahlen. Das „Gotteslob“ wurde 1975 in Erle eingeführt. Am 1. Januar 1975 verlor Erle seine politische Eigenständigkeit und wurde im Zuge der kommunalen Neugliederung gegen den Willen des Erler Gemeinderats durch Fusion ein Gemeindeteil der neuen Gesamtgemeinde Raesfeld. Die niederländischen NATO-Truppen verließen Erle. 1975 wurde aus der Silvesterschule aus der Volksschule alter Art die Grundschule und ab dem 1. Juli gehörte die Erler Pfarre zum Dekanat Borken. Am 18. Juni 1976 konnte den Erler Sportlern ein den Vorschriften entsprechendes Spielfeld an der Westerlandwehr übergeben werden. 1977 brachten belgische NATO-Truppen die Stellungen wieder in volle Funktionsbereitschaft. Am 26. Januar 1978 bezog Pastor Schürmann das neue Pastorat, ebenfalls nach Plänen von Manfred Ludes gebaut. Sein silbernes Priesterjubiläum beging Pastor Schürmann am 17. Dezember 1978. Nach Umbaumaßnahmen wurde am 26. November 1978 das Alte Pastorat seiner neuen Bestimmung als Begegnungsstätte für alle Erler Bürger und Vereine übergeben. Auch Pfarrheim genannt war es bis weit in die 1980er Jahre der kulturelle Mittelpunkt Erles. Im selben Jahr musste die katholische öffentliche Bücherei innerhalb des Pastorats in kleinere Räumlichkeiten umziehen. 1979 wurde das 100-jährige Bestehen der Erler Pfarrkirche gefeiert. Im selben Jahr wurden die Windmühlenflügel erneut ausgetauscht.

### 1980 bis 1989
80 Wohneinheiten wurden am 29. Februar 1980 an die belgischen Truppen übergeben. Ein Manöver der Britischen Rheinarmee am 14. Juli 1980 richtete in der Westrich schwere Flurschäden an. Mit vielen freiwilligen Helfern erhielt St. Silvester am 21. März 1983 einen neuen Fußboden; der Holzboden wurde entfernt. Am 28. Juli 1983 verließen die belgischen NATO-Truppen Erle. Das NATO-Manöver „Atlantic Lion“ wurde durch massive Panzerdurchfahrten am 19. September 1983 durch das Dorf auch in Erle wahrgenommen. 1984 wurde die Windmühle unter Denkmalschutzauflagen grundsaniert. 1985 erhielt die Erler Pfarrkirche ein neues, rotes Ziegeldach, und der stumpfe Turm wurde mit Kupfer belegt. Die Femeiche wurde am 21. August 1986 und 1987 erneut behandelt. Am 23. Mai 1987 feierte der Neubau der Volksbank Erle Richtfest. 1987 wurde die Orgelbühne vergrößert und das Kircheninnere neu ausgemalt. Eine weitere Erweiterung der Silvesterschule wurde am 24. Juni 1988 eingeweiht. Am 28. August 1988 feierte die Volksbank Erle ihr 100-jähriges Bestehen. 1988 wurden im Kirchenschiff und Turm neue Fenster eingesetzt. Der Erler Kunstschmied Hermann Buning stellte den neuen Kronleuchter und die Wandkerzenhalter her. Am 8. Mai 1989 wurden deutschstämmige Spätaussiedler in den ehemaligen NATO-Gebäuden am Holten untergebracht. Nach drei Wochen Umbau wurde ab dem 10. Juni 1989 die Poststelle am Kirchplatz wieder eröffnet.

### 1990 bis 1999
Ein Orkan beschädigte 1991 die Erler Windmühle erheblich. Das heutige Heimathaus wurde 1992 grundlegend saniert, und der Erler Heimatverein bezog am 11. Oktober 1992 das Obergeschoss.:567ff 1992 ging Pastor Hermann Schürmann in den Ruhestand; sein Nachfolger wurde Franz-Josef Barlage.:128ff. Die leerstehenden NATO-Gebäude am Holten wurden am 1. Juli 1992 zu einem Asylbewerber-Zentrum umgewandelt. Am 26. März 1993 wurde die Erlerin Maria Honvehlmann Bürgermeisterin der Gemeinde Raesfeld.:390ff Die WDR-Hörfunksendung „Hallo Ü-Wagen“ sendete am 2. Februar 1994 live von der Femeiche. Pastor Barlage wurde 1994 zum Dechanten des Dekanats Borken ernannt:128ff. Das Erler Jugendheim feierte seinen Umbau am 9. Oktober 1994. Die leerstehenden NATO-Gebäude am Holten wurden am 13. Oktober 1995 zu einem Aussiedler-Zentrum umgewandelt. Am 17. Februar und am 30. April 1995 wurden zwei Raketenhallen der ehemaligen NATO-Base in der Östrich durch Brandstiftung zerstört. 9. bis 12. Juni 1995: 100 Jahre Allgemeiner Schützenverein Erle. Das neue Erler Jugendhaus wurde am 31. Mai 1997 eingeweiht. Die Femeiche bekam 1994 erneut eine Umzäunung:113. Am 13. April 1996 wurde das erweiterte Feuerwehrhaus eingeweiht. 1998 beging die Erler Kolpingsfamilie ihr 50-jähriges Bestehen. Der neue Erler Kirchturm hatte am 20. Juni 1998 Richtfest und wurde am 29. November 1998 eingeweiht. Ein neues Kreuz wurde am 3. Juni 1999 zur Erinnerung an den alten Friedhof an der Pius-Eiche aufgestellt.

### 2000 bis 2009
Ein Sturm im Mai 2000 beschädigte die Krone der Femeiche erheblich. Die Silvestersporthalle in Erle wurde am 24. Januar 2004 eingeweiht. An der Pius-Eiche stellte der Erler Heimatverein seine erste Geschichtsstation auf. Die Erler Bücherei (vormals Kath. öffentliche Bücherei) bezog am 17. September 2004 neue Räume in der ehemaligen Fleischerei Sebastian. Nach dem Wegzug Anni Dickers ging das gesamte heutige Heimathaus im Jahr 2005 an den Heimatverein. Das Münsterländer Schneechaos des Sturmtiefs „Thorsten“ am 26. und 27. November 2005 traf auch Erle. 1200 Jahre Christentum wurde in Erle am 5./6. Juni 2005 gefeiert. Am 18. Juni 2006 wurde an der Femeiche eine Skulptur zur Erinnerung ans Freigericht aufgestellt. Der Orkan Kyrill beraubte 2007 die Windmühle ihrer Flügel. Der dritte markante Baum in Erle, die imposante Rosskastanie an der Kreuzung Schermbecker-/Silvesterstraße, wurde entfernt. 2008 wurde die Femeiche durch den Fachmann Jürgen Busch erneut saniert. Richtfest für das neue Umkleidegebäude am Erler Sportplatz wurde am 26. November 2009 gefeiert. Am 1. September 2009 gründete sich die KLJB Erle/Rhade neu. Ebenfalls im September 2009 wurde in Erle der Ständebaum aufgestellt. 2009 wurden die Baracken der NATO-Base abgerissen. Der Erler Andreas Grotendorst wurde am 30. August 2009 hauptamtlicher Bürgermeister der Gemeinde Raesfeld.

### Seit 2010
Am 7. März 2010 ging Pastor Barlage in den Ruhestand. Er war der letzte richtige Pfarrer der Pfarrei St. Silvester Erle. 2011 feierten die „Erler Jäger“ goldenes Jubiläum. Pastor Barlage feierte am 2. Februar 2011 sein goldenes Priesterjubiläum. 2011 bekam die Femeiche neue Stützen. Im November 2011 bekamen die beiden Erler Kindergärten St. Silvester und St. Nikolaus das Gütesiegel „Familienzentrum NRW“. Der Erler Pfarrgemeinderat beschloss am 21. März 2012 die Auflösung der Pfarrei St. Silvester und den Anschluss an die Raesfelder Pfarrei St. Martin. Damit gab Erle nicht nur die politische, sondern auch die kirchliche Eigenständigkeit unfreiwillig ab. Der Bescheid über die Fördermittel aus dem Dorferneuerungsprogramm für die Beschaffung neuer Flügel für die historische Windmühle lag am 10. September 2012 vor. Am 25. September 2012 beging die Volksbank Erle eG anlässlich ihres 125-jährigen Bestehens eine große Jubiläums-Generalversammlung im Festzelt auf dem Erler Festplatz. Am 9. Dezember 2012 wurde im Heimatmuseum eine Bilddokumentation über die Erler Pfarrkirche St. Silvester eröffnet. Pastor Hermann Schürmann, langjähriger Pastor in Erle, verstarb am 14. Dezember 2012 in Heiden. Im Parlament der Gemeinde Raesfeld wurde am 16. Dezember 2012 bekanntgegeben, dass die letzte Förderzusage für die Erler Mühle eingetroffen sei. Die Auszeichnung „Philatelistische Schule“ wurde der Briefmarken-Arbeitsgemeinschaft der Silvesterschule am 15. Januar 2013 durch den Bund Deutscher Philatelisten verliehen. Am 24. Mai 2013 erhielt die Erler Turmwindmühle ihre durch einen Sturm zerstörten Flügel wieder. Die von Erler Seite größtenteils ungewollte Fusion mit der Raesfelder Pfarrei St. Martin wurde am 9. Juni 2013 auf dem Erler Sportplatz begangen. Der letzte Pastor der Pfarrei St. Silvester, Franz-Josef Barlage, verstarb am 21. Dezember 2013. Am 27. Dezember 2013 wurde die „Bürgerstiftung Raesfeld-Erle-Homer“ gegründet. Am 21. Januar 2013 trafen sich interessierte Bürger, um über die Zukunft des durch die Kirche zum Verkauf gestellten Alten Pastorats zu sprechen. 26 Rosskastanien wurden am 25. Februar 2013 wegen Bakterienbefall am Friedholt und an der Schermbecker Straße gefällt. Der Erlös des am 5. und 6. April 2013 abgehaltenen Osterbasars im Heimathaus wurde für den Erhalt des Alten Pastorats gestiftet. Der Raesfelder Gemeinderat lehnte am 7. April 2014 den SPD-Antrag ab, das Erler Alte Pastorat zu kaufen. Vertreter des Initiativkreises zum Erhalt des Erler Alten Pastorats übergaben dem Bürgermeister Grotendorst am 5. Mai 2014 eine Unterschriftenliste mit 1277 Unterschriften (ca. 1/3 der Erler Bevölkerung). Sein 50-jähriges Jubiläum feierte der Erler Silversterkindergarten am 18. Mai 2014. Das markante Holzsilo auf dem Hof Böckenhoff im Dorf musste nach rund 50 Jahren Standzeit am 4. August 2014 einem Carport weichen. Der Erler Bevölkerung wurde an Silvester von einem Diakon von der Kanzel herab verkündet, dass das Alte Pastorat der Pfarrgemeinde St. Silvester an Privatpersonen verkauft wurde. Das „Kleine Kaufhaus“ (im Volksmund auch „Kocks“ genannt), der letzte Erler Gemischtwarenladen, wurde mit dem Tode der Inhaberin Elisabeth Grundmann am 24. November 2015 geschlossen. Am 3. Januar 2015 feierte die Nachbarschaft „Upen Plass/Lechten Brink“ ihr 150-jähriges Bestehen. Die ehemaligen Bauernhöfe Brand und Heidermann sowie die ehemalige Gaststätte „Schneemann/Rüb“, die seit langer Zeit ihren Platz an der Erler Kirche hatten, wurden mit Beginn vom 5. Januar 2015 abgerissen. Die Firma „Deutsche Glasfaser“ stellte am 16. April 2015 ihre Pläne für den Breitbandausbau des Internets vor. Obwohl zuerst berichtet wurde, dass die Erler die 40-%-Hürde im Haupt- und Nachgang für den Glasfasernetzausbau nicht erreicht hätten, wurde am 25. September 2015 verkündet, dass diese Marke doch erreicht worden ist. Am 29. Oktober begann in der Erler Schulstraße mit dem Aufstellen eines Verteilerhäuschens der Bau des Glasfasernetzes im Dorf. Das neue Pfarrheim „St. Silvester-Haus“ wurde am 13. Dezember 2015 eingeweiht. Die Erler Bücherei feierte nach ihrem Umzug die Eröffnung im St. Silvester-Haus. Nach über 25 Jahren übergab Bernd Honsel den Erler Traditionsimbiss „Imbiss Honsel“ an Ingolf Rissel, und am 4. Februar 2016 eröffnete „Ingolfs Futterstube“. 25-jähriges Bestehen der Kita Holzwurm wurde am 25. Juni 2016 gefeiert. Der St. Silvester-Kirchenchor wurde am 16. Juni 2016 als gemischter Chor 70 Jahre alt. Im August 2016 wurde die Sanierung und die Erweiterung des St. Silvester-Kindergartens abgeschlossen. Das u. a. von dem Künstler Fritz Pietz gestaltete neue Schulschild wurde am 19. Dezember 2016 an der Silvesterschule montiert. Über das wegen der Covid-19-Pandemie im Autokino gefeierte Schützenfest berichtete das WDR Fernsehen am 9. Juni 2020 in der Sendung Lokalzeit Münsterland.
Heute hat sich das Dorf Erle wegen der vielen Sehenswürdigkeiten und der zum Radfahren und Spazierengehen einladenden Natur ringsherum zu einem beliebten, kleinen regionalen Ausflugsziel entwickelt.
Viele Straßennamen in Erle erinnern an die Geschichte des Dorfes: Ekhornsloh, Freienstuhl, Ridderspaß, Upen Plass, Schultenwurt, Höltingswall, Pohlhoff, Hilgenstuhl, Orendarper Weg. Auch haben viele alteingesessene Familien einen „Dorfnamen“ neben dem eigentlichen Nachnamen, der auf frühere Tätigkeiten der Familie hinweist. Zum Beispiel die Vorfahren der Familie „Imken“ (gesprochen mit gedehntem I) waren Imker, der normale Hausname ist aber Horstmann.

## Kultur, Sehenswürdigkeiten, Besonderheiten

### Frühzeitliche Funde und Hügelgräber

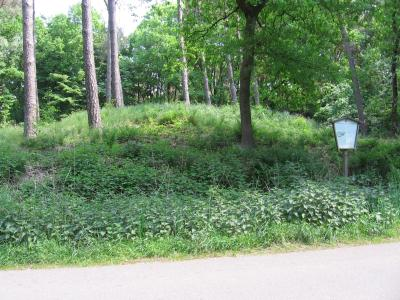
Einer von ehemals 17 bekannten Grabhügel in Erle

Bereits der Erler Heimatforscher Heinrich Lammersmann konnte anhand vieler archäologischer Funde und durch die Überlieferung alter Flur- und Hofnamen daraus schließen, dass Erle bereits in der Jungsteinzeit besiedelt war. Dies erste, auch Ursiedelung genannte Ansammlung von Wohnstätten kann man auch heute noch erkennen, es sind die heute noch bestehenden Bauernhöfe auf der Linie von „Bente aufm Huck“ bis „Schulte Huckels“:50ff:29ff. In der Bauerschaft Östrich wurden in der Gegend Anfang des 20. Jahrhunderts vermehrt bei Feld- und Hofarbeiten Funde wie Steinbeile, Faustkeile, Feuersteinmesser, Pfeilspitzen aber auch Grabgefäße gefunden. Besonders auffällig sind natürlich die Hügelgräber. Auf dem Gebiet von Erle sind insgesamt 17 Hügelgräber bekannt, diese wurden durch Erdabtragungen und Flurbereinigungen teilweise so zerstört, dass sie nicht mehr als solche sofort zu erkennen sind. Von den 17 sind heute nur noch 11 vorhanden. Das bekannteste Hügelgrab ist der Hügel Nr. 7 an der Straße „Werlo“, mit 19 m Durchmesser und einer durchschnittlichen Höhe von 1,80 m. In diesem Grab wurden allerdings keine Funde getätigt, von vielen anderen der Erler Grabhügel sind allerdings Raubgrabungen bekannt und der Hauptlehrer Fritz Sagemüller stellte auch Vermutungen an, wo sich deren Inhalte befinden könnte.

### Fränkisch-Merowingisches Gräberfeld
Während in der heutigen Bauerschaft Östrich vermehrt steinzeitliche Funde getätigt wurden und bronzezeitliche Hügelgräber zu sehen waren und sind, wurde in der anderen Erler Bauerschaft, der Westrich, ein Gräberfeld aus fränkisch-merowingischer Zeit entdeckt und vollständig ausgegraben und sorgfältig katalogisiert. Etwa 700 m Luftlinie westlich der Femeiche wurden bereits Anfang des 19. Jahrhunderts auf dem Bauernhof Nienhaus-Krampe durch die Hofarbeiter und der Bauernfamilie selber zahlreiche Artefakte gefunden. Alle diese Funde gingen verloren, bevor sie dem zukünftigen offiziellen Pfleger und Obmann für Bodenaltertümer, Bernhard Lammersmann, übergeben werden konnten.
Ein paar Jahre später wurden bei Bodenarbeiten weitere Gegenstände gefunden, die diesmal durch den damaligen Oberlehrer Schulz aus Dorsten in das dortige Museum verbracht wurden. Bei dieser Gelegenheit konnte Bernhard Lammersmann die Funde durch den direkten Vergleich als „fränkisch-merowingisch“ identifizieren:69ff.
1910 wurde dann zu Pfingsten das erste Grab gefunden mit den Abmessungen ca. 2,0 m × 1,0 × 0,95 m, von Westen nach Osten angeordnet. In diesem Grab wurden neben bronzenen Teilen von Kleidungsstücken, zwei Lanzenspitzen mit langen Tüllen, ein Grabgefäß, verschiedene Urnenscherben, ein silbernes Kreuz, Perlen und ein Spinnwirtel. Ein zweites Grab folgte wenig später.
Es folgte eine Pause, 1912 wurden die Grabungen wiederaufgenommen, aber keine weiteren Gräber gefunden. Als dann 1924 bekannt wurde, dass der Bauer größere Erdarbeiten durchführen wollte, bekamen Lammersmann und sein Kollege, Lehrer Fritz Sagemüller, die Erlaubnis, vorher die dafür vorgesehene Fläche zu untersuchen. Bis 1926 wurden dann insgesamt 22 Gräber gefunden und vorsichtig freigelegt. Dabei wurden verschiedene Schmuckstücke (u. a. Glas-, Ton- und glasierte Porzellan-Perlen, Nieten, Schnallen, Bernsteinbrocken, Bronzeringe, Wirtel), Waffen (Messer, verschieden große Schwerter, Lanzenspitzen, Äxte verschiedener Größen, Pfeilspitzen mit Widerhaken, Saxe, Skramasaxe), Beschläge und Schildbuckel von hölzernen Schilden, verschiedene Tongefäße mit Verzierungen, Schlüssel, christliche Kreuze, diverse Münzen u. a. aus Gold und zur Überraschung aller ein seltenes, verziertes Glasgefäß mit 15,5 Zentimeter Höhe. In keinem der Gräber wurden Überreste der dort Bestatteten gefunden und bis auf ein Tuchstück auch kein Kleidungs- oder sonstiges Stoffstück. Jedes Grab hatte mindestens ein Grabgefäß, viele verziert und alle auf einer Drehscheibe hergestellt. Sämtliche Gräber konnten anhand der Grabbeigaben problemlos als Männer- und Frauengräber identifiziert werden:18ff. Bemerkenswert ist aber auch, dass in den Gräbern große Mengen von viel älteren, germanischen Urnenscherben und zahlreiche Kohlestücke in allen Größen gefunden worden sind. Bernhard Lammersmann konnte eine germanische Urne wieder zusammensetzen und als solche identifizieren. Die Vermutung liegt nahe, dass das Gräberfeld schon vor den Merowingern von den Sachsen als Grabstätte genutzt wurde. Anhand von zwei gefundenen fränkischen Bronzemünzen wird angenommen, dass das Gräberfeld vom 6. und mindestens noch bis zum 7., vielleicht 8. Jahrhundert n. Chr. genutzt wurde.
Heute ist von dem Gräberfeld nichts mehr zu erkennen, die Fläche wird wieder landwirtschaftlich genutzt. Eine Erinnerungstafel mit der Geschichte der Ausgrabungen, gestiftet vom Erler Heimatverein, erinnert vor Ort an die bedeutsame Geschichte. Die Grabfunde sind zum größten Teil in verschiedene Museen verbracht, können aber teilweise auch im Erler Heimathaus angeschaut werden.

### Der Erler Riesenbecher
Einen ganz besonderen Fund aus der frühen Bronzezeit stellt der sogenannte „Erler Riesenbecher“ dar. Er ist einer von nur vier weiteren vergleichbaren Funden, davon drei in Deutschland (Borken in Westfalen, Pavenstädt, Kreis Gütersloh, Höven, Kreis Coesfeld) und einer in den Niederlanden (Arnheim.) Der Keramikbecher (auch Trompetenbecher, wegen seiner charakteristischen Form so genannt) ist ca. 43 cm hoch und ist vom Fuß bis zum Rand durchgehend verziert. Es wechseln sich hier vier Zonen mit wulstartigen, glatten Bänder mit umlaufenden Rillen, die Schnureindrücke nachahmen sollen, mit drei Zonen plastischer regelmäßiger Ornamentik ab, die aus herausgekniffenen, in äußerst regelmäßig angeordneten Reihen von Buckeln besteht. In Fachkreisen als Fingerkniff- und Wickelschnurverzierungen benannt. Am oberen Rand des Bechers verläuft eine Reihe mit unregelmäßig versetzt angeordneten kleinen Löchern.
Gefunden wurde der Erler Riesenbecher Ende 1965 durch einen einheimischen Fuhrunternehmer. Dieser fand auf einem Sandhaufen im Östricher Bruch, einem Teil der Erler Bauerschaft Östrich, eine verzierte Scherbe. Nun war ein solcher Fund in dieser Gegend nichts Besonderes, viele solcher Bodenschätze wurden im Laufe der Zeit durch Bodenausbeutung und Landwirtschaft unerkannt zerstört. Doch der Finder meldete seinen Fund dem Raesfelder Heimatforscher Johannes Löchteken. Dieser durchsiebte in tagelanger Arbeit den Dünenrücken und fand dort in 70 Zentimeter Tiefe nicht nur den aufrecht in der Sanddüne stehenden unteren Teil des Bechers, sondern auch noch vierfünftel des restlichen Materials. Im damaligen Landesmuseum Münster wurde der Erler Riesenbecher dann restauriert und es wurde eine Replik angefertigt. Das Original des endneolithischen Bechers steht im LWL-Museum für Archäologie in Herne, im Erler Heimatmuseum kann die Replik besichtigt werden.
Zugeordnet wurde dieser besondere archäologische Fund der sogenannten Becherkultur, die zeitlich am Ende der Jungsteinzeit bis in die frühe Bronzezeit eingeordnet ist. Die große Frage, die wohl niemals gelöst werden kann, ist, wofür dieser Becher gedient hat und warum er gerade dort vergraben wurde, wo er schätzungsweise 4000 Jahre später wiedergefunden wurde. Die Deutung als Vorratsgefäß ist naheliegend, allerdings wurden in der näheren Umgebung keine Spuren einer zugehörigen Siedlung gefunden. Auch fehlen eindeutige Spuren für kultische Handlungen in Form von Brandspuren oder Holzkohle. Da in der Nähe des Fundorts Hügelgräber gefunden wurden, ist auch eine Deutung in dieser Hinsicht nicht auszuschließen.

### Das alte Heerlager in der Östrich

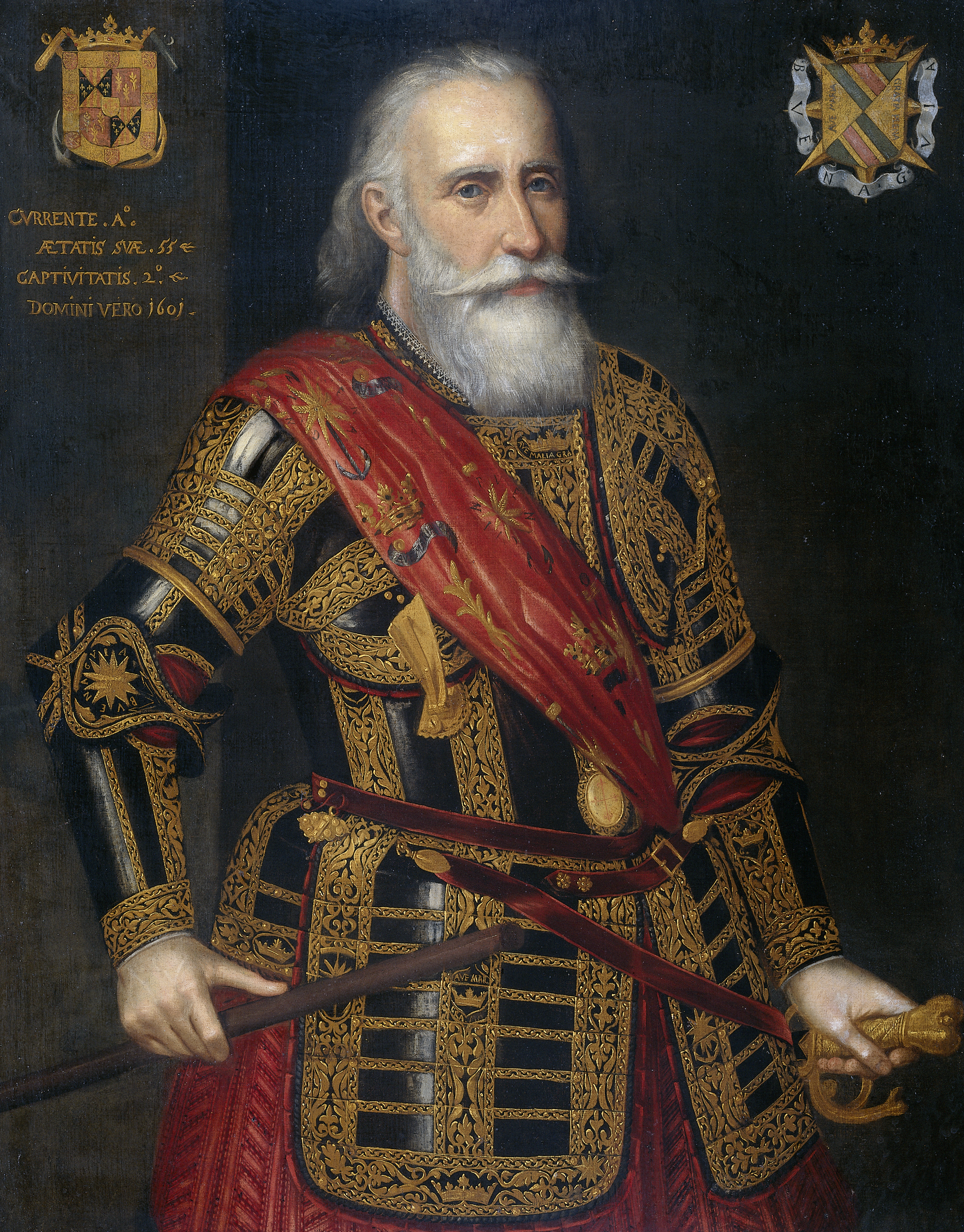
Francisco Hurtado de Mendoza

Neben den Grabhügeln und den Urnenfelder birgt die Erler Bauerschaft Östrich noch ein weiteres Geheimnis. Seit Jahrhunderten rätseln die Einwohner darüber, welche Funktion die offensichtlich von Menschen angelegten Wälle und Erdlöcher hatten, die man damals noch vereinzelt finden konnte und auch heute noch in wenigen Resten zu sehen sind. Vielfach wurden sie als einfache Reste von Landwehren und Verstecke für das Vieh während der vielen Kriege angesehen. Erst zwischen 1870 und 1880 wurden diese Erdwerke durch archäologische Suchgrabungen inspiziert. 1884, 1901 und 1907 wurden diese Suchgrabungen von verschiedenen Personen fortgeführt, und als man die bruchstückhaften Ergebnisse zusammensetzte, erkannte man, dass die Wälle keine einzelnen Landwehre waren, sondern die Reste einer großen, befestigten Wallanlage, die ein ca. 50 bis 60 Hektar großes ehemaliges Militärlager umschloss. Durch diverse Schnittgrabungen in den Wällen wurde auch ein den Wällen vorgelagerte Graben aufgefunden, der in früheren Zeiten zugeschüttet wurde. Innerhalb der Anlage wurden viele zugeschüttete Gruben gefunden, sogenannte „Mardellen“, die einen festen Lehm- oder Kiesboden aufwiesen, irdene Herdfeuer und Keramikscherben aus der sogenannten Koblenzer Ware, damit konnte erstmals das Lager um 1550 bis 1600 datiert werden. Damit wurde aber auch ausgeschlossen, dass es sich hierbei um ein Römerlager handelte, so hatte es die erste archäologische Kampagne als wahrscheinliches Ergebnis veröffentlicht. Erst in den 1990er-Jahren gelang es durch die Heimatforscherin Ingrid Sönnert, das Lager den spanischen Truppen zuzuordnen, die während des Spanisch-Niederländischen Krieges 1598 unter dem Kommando von Francisco de Mendoza den Rhein überquerten, um u. a. das Münsterland zu plündern. Das Erler Militärlager beherbergte die Truppen des Don Alfonso Davilos, die bis zum Westfälischen Frieden zu Münster eine Schreckensherrschaft in der Herrlichkeit Lembeck führten. Nach diversen Flurbereinigungen Anfang des 20. Jahrhunderts sind heute nur noch geringe Reste der ehemaligen Wallanlagen zu sehen.

### Heimathaus

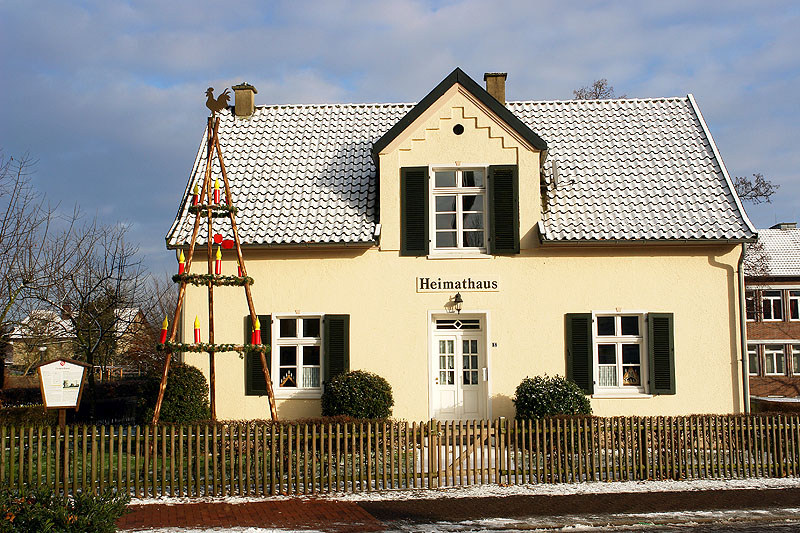
Heimathaus/Heimatmuseum

Das heutige Domizil des Erler Heimatvereins e. V. und des Heimatmuseums gehört zu den ältesten, noch stehenden Gebäuden in Erle. Erbaut 1893, hat es im Laufe der Zeit viele verschiedene Arten der Nutzung erfahren. Zuerst wurde das Haus als das damals vierte Schulgebäude des Dorfes genutzt. Das Erdgeschoss bestand damals nur aus einer Diele und einem Klassenraum, indem auf ca. 68 m² bis zu 100 Schüler der Klassen 1 bis 8 unterrichtet wurden. Der Zeit entsprechend nur Jungen. 1908 wurde ein weiteres Schulgebäude, die sog. „Hohe Schule“ gebaut und die Knabenschule wurde zu einem Wohnheim für die Lehrerinnen umgebaut:246ff. Diesem Zweck diente das Haus bis gegen Ende des Zweiten Weltkrieges, als es bei der Vorbereitung der Rheinüberquerung der Briten durch Bombardement beschädigt wurde. Nach dem Krieg diente es bis 1968 als Polizeiposten und bis 2005 als Wohnhaus. Erst 1992 wurde das Haus modernen Standards angeglichen, bis dahin wurde jedes Zimmer mit Kohle- und Holzöfen beheizt. Auch nach der Renovierung hatte das Haus seinen alten Charakter nicht verloren, es war bekannt für seine alten Türdrückergarnituren und dass es selbst im heißesten Sommer immer angenehm kühl innen war. Heute nutzt der Heimatverein Erle e. V. das Haus für seine Aktivitäten und betreibt dort auch das kleine Heimatmuseum mit Ausstellungsstücken aus der frühen Vergangenheit des Dorfes.

### Turmwindmühle

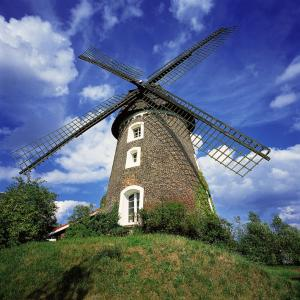
Turmwindmühle Schwane in Erle

Nachdem Anfang des 19. Jahrhunderts durch die preußischen Reformen die Grundherren von Adel und Klerus auch die exklusiven Wind- und Staurechte verloren, konnten sich auch einfache Bürger als Müller betätigen. Der aus Schermbeck abstammende Müller Josef Schwane baute daraufhin in den Jahren 1843 bis 1846 die bekannte Erler Turmwindmühle im Stile der holländischen Bauart. Das heißt, dass die Mühle einen umlaufenden Wall und eine Durchfahrt erhielt, was den Bauern erlaubte, mit ihren Pferdefuhrwerken vorne in die Anlage herein- und hinten wieder herauszufahren. Die Mühle konnte insgesamt drei Mahlgänge anbieten: Futtergetreide, Brotgetreide und Buchweizen.
Wie viele andere Gebäude in Erle ist der Turm der Mühle ist aus Feldbrandsteinen heimischer Produktion gemauert. Lange Zeit stand der Mühlenturm vollständig frei auf dem Feld, die heute noch stehenden Gebäudeteile (Dampfmühle, Lager und Wohnhaus) wurden erst von 1894 bis 1955 errichtet.
Bis 1937 wurde die Mühle noch mit Wind gemahlen, allerdings seit 1894 mit Unterstützung einer Dampfmühle. Die Dampfmaschine wurde dann 1925 gegen einen Dieselmotor und dieser kurz nach dem Zweiten Weltkrieg durch einen Elektromotor ersetzt.:300ff Bis 1974 wurde in der Mühle noch Mehl produziert.
Schon in den 1950er Jahren begriff man den Denkmalwert dieser alten Mühle, und sie wurde 1955–1956 saniert und renoviert. Der Besitzer Josef Schwane wechselte die Flügel 1956 und 1979 gegen jeweils neue aus. Der neue Besitzer hat 1984 nach dem Kauf unter den Auflagen der Denkmalbehörde die Mühle und die Nebengebäude grundsaniert und bewohnbar gemacht, was in den Folgejahren immer mal wieder wiederholt wurde, vor allem als das Bauwerk 1991 durch einen Orkanschaden beschädigt wurde. Der Sturm Kyrill beschädigte dann im Jahr 2007 die Flügel so sehr, dass sie demontiert werden mussten. Dieser Zustand wurde allerdings am 24. April 2013 durch die finanziellen Bemühungen der Erler Dorfbewohner behoben.

### Femeiche

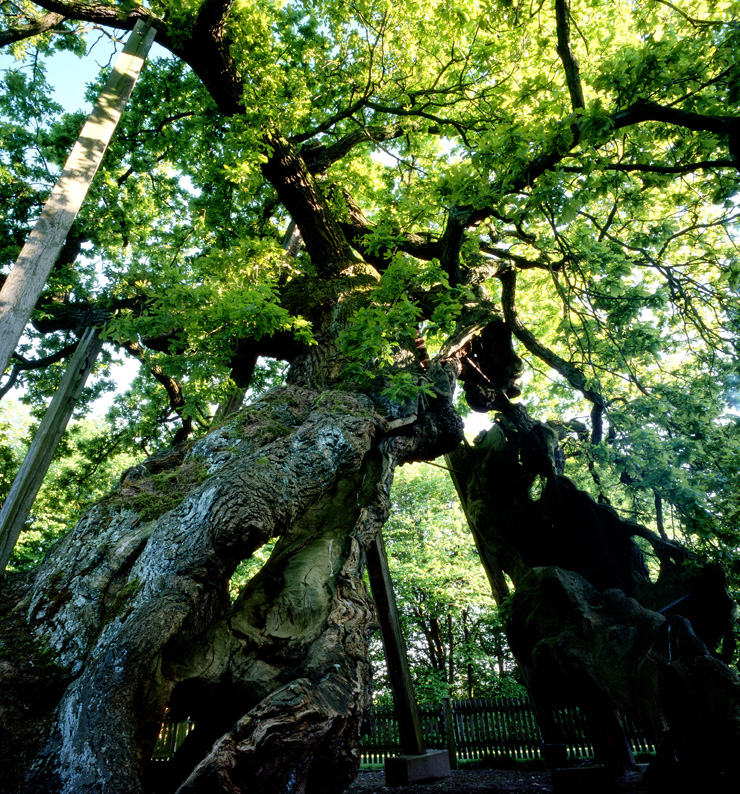
Erler Femeiche

Die Femeiche ist eine etwa 600 bis 850 Jahre alte Stieleiche, die heute als Naturdenkmal eingetragen ist. Sie ist ca. elf Meter hoch, hat einen Stammumfang von zwölf und einen Kronendurchmesser von ungefähr acht Metern. Bis zu einer Höhe von rund vier Metern ist der Stamm hohl.
Die Femeiche gilt als ältester mitteleuropäischer Gerichtsbaum. Sie befindet sich neben dem alten Pastorat südwestlich der Dorfmitte Erles.
Das Kuratorium Nationalerbe-Bäume der Deutschen Dendrologischen Gesellschaft hat im Oktober 2021 die Erler Femeiche als zwölften Nationalerbe-Baum ausgerufen. Die Femeiche ist damit der erste Nationalerbe-Baum im Westmünsterland und in Nordrhein-Westfalen.

### Pius-Eiche

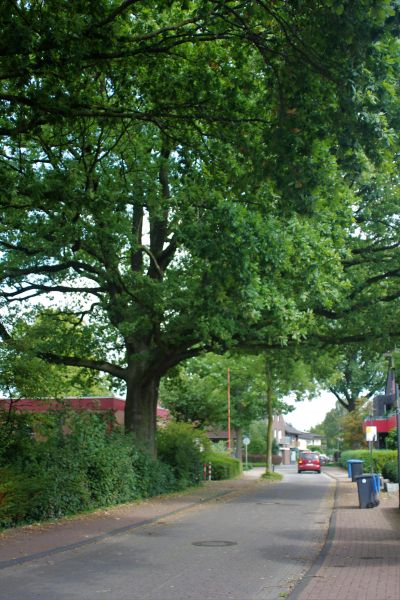
Die Pius-Eiche am alten Friedhof in Erle

Neben der bekannten Femeiche ist in Erle ein weiteres markantes Exemplar dieser Baumart zu finden, die Pius-Eiche, im Volksmund auch als Friedenseiche bekannt. Sie steht neben dem Feuerwehrhaus, in der Nähe des Jugendhauses und markiert das südliche Ende des alten Erler Friedhofs.
Die Geschichte dieser Eiche geht auf das Jahr 1871 zurück. Am 16. Juni dieses Jahres haben der damalige Erler Pfarrer Nonhoff und die Erler Bürger mit der Pflanzung des Baumes das 25-jährige Papstjubiläum von Pius IX. gefeiert. Das ganze Dorf war mit Fahnen und Maien geschmückt, und mit einem geschmückten Pferdewagen wurde der Schößling aus der Bauerschaft Östrich geholt und mit einer Prozession unter Böllerschüssen durchs Dorf gefahren und an seinem heutigen Standort gepflanzt. In die Grube wurde zudem eine Zeitkapsel vergraben, die ein Dokument mit der Inschrift „Am 16. Juni 1871, am Fest des 25.-jährigen Jubiläums unseres hl. Vaters Pius IX ist diese Eiche hier auf dem Kirchhof gepflanzt, zum Andenken an dieses Papstjubiläum“ enthält.
Für den gleichen Tag wurde aber auch der sogenannte „Friedenstag“ von Reichskanzler Otto von Bismarck ausgerufen. In der Reichshauptstadt Berlin wurde eine Friedensdemonstration abgehalten, überall in Deutschland sollten die Glocken zum Friedensgeläut läuten. Der Pfarrer Nonhoff hat die Gelegenheit genutzt, seine Position als katholischer Priester im Bismarckschen Kulturkampf darzustellen. Jedenfalls haben in Erle die Glocken nicht auf Befehl des Reichskanzlers geläutet, und die Eiche wurde ohne jeden Zweifel zu Ehren des Papstes gepflanzt.
Noch zu „Kaisers Zeiten“ gingen die Pohlbürger aus der Kirche, wenn dort für den Kaiser gebetet wurde – so kaisertreu man sonst auch war. Der Kulturkampf unter Bismarck gegen die katholische Kirche wirkte im Münsterland noch lange nach.
Heute ist der Baum rund 25 Meter hoch, hat einen Stammumfang von 370 Zentimetern und ist seit Juli 1996 aufgrund einer Verordnung des Kreises Borken mit der Bezeichnung „Pius-Eiche“ und der Nummer I.J.2 als Naturdenkmal bei der Unteren Landschaftsbehörde gelistet.

### Das alte Pastorat

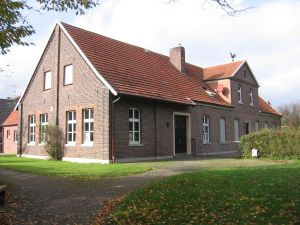
Das alte Pastorat neben der Femeiche

Das alte Pastorat, in der jüngeren Vergangenheit auch das Pfarrheim genannt, ist das älteste noch stehende Gebäude im Erler Dorf. Sein Vorgänger, der Pfarrhof wurde nachweisbar in frühen Zeiten durch eine Gräftenanlage rund um das Haus geschützt und war nur durch eine Brücke zu erreichen, die 1787 abgerissen und durch einen fahrbaren Damm ersetzt wurde. Erst Anfang 1900 hat der damalige Pfarrer die Gräften zuschütten lassen. 1790 entstand nach dem Entwurf des Velener Baumeisters Tinnewald ein einstöckiges Backsteingebäude mit Satteldach. Wie in Erle üblich wurden die dafür notwendigen rund 80.000 Ziegel in Erle direkt hergestellt und mit dem Abbruchmaterial des Altbaus im Neubau verbaut. Die Geschichte berichtet, dass für die Anfertigung der neuen Backsteine nur fünf Tage gebraucht wurden:166ff. Dem neuen Pastorat war das Glück nicht beschieden; bereits 1797 kam es durch Brände zu großen Schäden, und kurze Zeit später verlor das Haus durch einen Sturm seine Dachkonstruktion. Ein erhaltener Bauplan aus dem Jahre 1847 zeigt, wie das Pastorat damals baulich eingeteilt und genutzt wurde: Der größere Teil belegte der Wohnbereich, den kleineren der Wirtschaftsbereich. Wie es der Pastor 1787 für den Neubau wünschte, waren beide Bereiche strikt voneinander getrennt. Der Wohnbereich konnte durch die auch heute noch als Haupteingang genutzte Haustür betreten werden. Von dort aus konnten die Fremdenzimmer, das Speisezimmer, das Schlafzimmer des Pfarrers, die große Küche mit offenem Herdfeuer, der Gartenraum, der Saal und die Kammer der Haushälterin erreicht werden. Der externe Backofen verschwand irgendwann. Im Laufe der Zeit wurde das Haus mehrfach innen umgebaut und den Bedürfnissen angepasst. Nachdem das Pastorat, also das Wohnhaus des Pfarrers und das Pfarrbüro in einen Neubau umzog wurde und wird das alte Pastorat in Teilen grundsaniert und weiterhin rege von vielen kirchlichen Organisationen genutzt und war in den 1970er und 80er Jahren der Treffpunkt für viele Jugendliche, da dort ein Jugendhaus unterhalten wurde und der Jugendleiter dort seine Wohnung hatte. Auch die katholische öffentlichen Bücherei hatte dort ihre Räumlichkeiten. Heute gehört das alte Pastorat zum Ensemble rund um die alte Kastanienallee, das neue Pastorat, den Pfarrgarten und die Femeiche. Die Türzarge des Haupteingangs des Pastorats besteht aus der gespaltenen Grabplatte aus hellem Baumberger Sandstein des ehemaligen Pastors Michael Spanier, die bis 1876 in der kleinen Kirche zwischen dem Altar und der Kommunionbank dessen Grab bedeckt hatte.

### Die Kirche St. Silvester

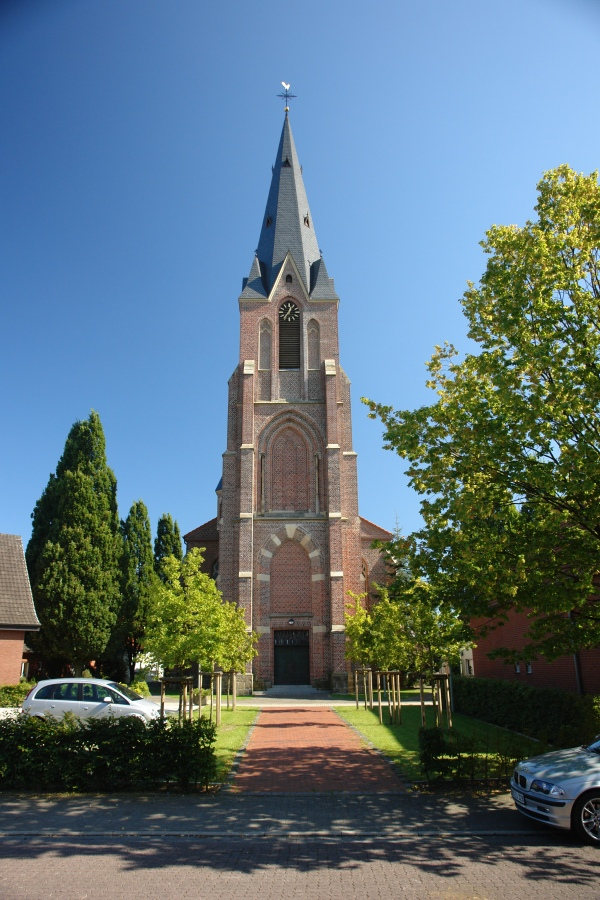
St. Silvester zu Erle

Die Geschichte der Kirche St. Silvester geht bis ins 10. Jahrhundert zurück. Man vermutet, dass schon damals ein Holzkirchlein an der Stelle, wo der jetzige Kirchenbau steht, stand. Das St.-Silvester-Patrozinium weist darauf hin, dass diese Holzkirche um die Jahrtausendwende 999–1000 gebaut worden ist. Erle gehörte zuerst zur Pfarrei Raesfeld St. Martin, wurde dann im 12. Jahrhundert von Raesfeld getrennt und zur eigenen Pfarrei St. Silvester erhoben:116ff.
Die erste Steinkirche wurde durch ein Feuer im Jahre 1560 vernichtet. Aus den Trümmern dieser Kirche wurde eine neue gebaut, die im 17. Jahrhundert vergrößert wurde. Ende des 19. Jahrhunderts war diese Kirche viel zu klein und baufällig geworden. Auf Veranlassung von Pastor Nonhoff wurde sie im Jahre 1875 abgerissen und durch ein neugotisches Bauwerk ersetzt:130ff.
Am 4. Dezember 1879 war die Einweihung der neuen Kirche. Der in Erle auch heute noch gut bekannte spätere Dechant Peter Karthaus hat im Laufe der Jahre die Kirche weiter ausgeschmückt. Diese Kirche wurde am 23. März 1945 durch einen Luftangriff völlig zerstört, als die Alliierten einen Wehrmacht-Beobachtungs- und Funkposten im Kirchturm ausschalteten.
Nach dem Krieg begann der mühevolle Wiederaufbau in vereinfachter Form. Als dann über 40 Jahre der „Stumpfe Turm“ das Wahrzeichen von Erle darstellte, wurde der Kirchturm kurz nach der Renovierung des Stumpfen Turms mit einem Kupferdach im Jahre 1998 durch den heutigen hohen Kirchturm ersetzt. Dessen Erscheinungsbild entspricht im Wesentlichen dem des im Krieg zerstörten Turms. Die Wiederherstellung geht auf die Initiative des damaligen Pfarrers von St. Silvester Erle, Dechant Franz-Josef Barlage, zurück und wurde zu einem Großteil aus Spendenmitteln der Erler Bevölkerung und Wirtschaft finanziert.
Zu den Besonderheiten der Kirche zählen u. a. auch der 1974 durch den bekannten Künstler Hermann Kunkler gestaltete Chorraum und die große Krippendarstellung zur Advents- und Weihnachtszeit.

### Grabhügel

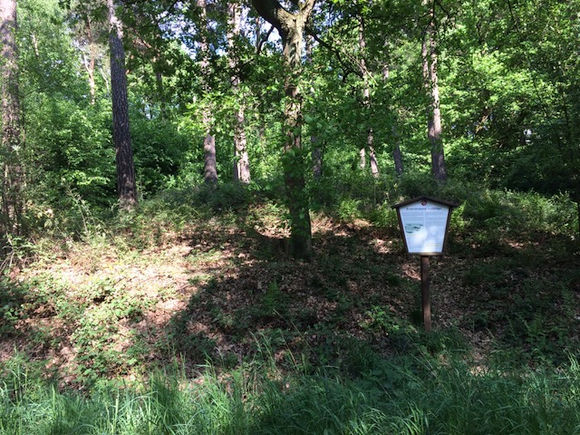
Hügelgrab im westmünsterländischen Erle mit einer Informationstafel des Erler Heimatvereins

In der Erler Bauerschaft Östrich befindet sich ein alter Grabhügel:50ff. Der Hügel hat eine Höhe von rund 180 cm, einen Durchmesser von 19 m und ist vollständig von Bäumen und Unterholz überwachsen, so dass er im Sommer so gut wie nicht von der Straße „Werlo“ zu sehen ist, an deren unmittelbare Rand er liegt (kurz vor der Einmündung in die „Rhader Straße“). Er gehört zu einer Grabhügelgruppe, von denen heute noch sieben erhalten sind. Diese Grabhügel, im Volksmund auch Hügelgräber genannt, wurden als Bodendenkmäler ausgewiesen und sind geschützt.
In dem Grabhügel wurden bei archäologischen Grabungen keine Funde getätigt, die einen Hinweis darauf geben, von wem und wie der Grabhügel genutzt wurde. Allerdings kann durch Heranziehung anderweitiger archäologischer Erkenntnisse folgendes angenommen werden: Am Anfang des 2. Jahrtausends v. Chr. drangen aus dem Osten viehzüchtende Gruppen in Westfalen ein und vermischten sich mit der heimischen Bauernkultur, die einige ihrer Toten in Großsteingräbern (Hünengräbern) oder Steinkisten beerdigten. Die Eindringlinge, auch Streitaxtleute oder Schnurkeramiker genannt, beerdigten in Einzelgräbern bzw. unter großen, kreisrunden Grabhügeln mit Durchmessern um 20 m. Die Toten legte man in einen Baumsarg. Die Grabhügel wurden oftmals über Jahrhunderte als Grabplatz benutzt. In der Eisenzeit verdrängten dann Flachgräber die Sitte der Grabhügel.
Neben den Hünengräbern und Steinkisten gehören die bis zu 4000 Jahre alten Grabhügel zu den großen Grabanlagen Westfalens. Die meisten dieser Anlagen wurden bei der Kultivierung der Böden zu Weide- und Ackerland zerstört. Was übrig blieb, wurde im 19. und beginnenden 20. Jahrhundert durch Raubgrabungen zerstört.

### Teufelstein

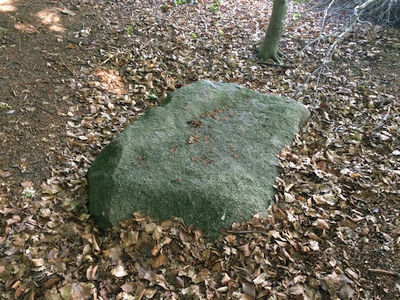
Der sogenannte Teufelstein in der Bauerschaft Östrich im westmünsterländischen Erle

Der Östricher Teufelstein ist rund 100 Meter in einem Eichenwäldchen am Weg „Baklo“, nahe der „Rhader Straße“ zu finden. Heute hat der Heimatverein am Waldrand eine Informationstafel aufgestellt und es ist nunmehr recht einfach, den unscheinbaren Stein zu finden.
Der Teufelstein liegt im Randgebiet eines uralten Drubbels, also einer bäuerlichen Kleinsiedlung. Es wird vermutet, dass dieser Anger (Dorfanlage) den Bewohnern des Drubbels und dann auch der ganzen Bauerschaft als Versammlungsort für weltliche und heidnische Handlungen diente. Die Sagen vom weißen Pferd (das den Göttern und Göttinnen als Reittier diente) und vom schwarzen Hasen (germanischer Krankheitsdämon) werden ebenfalls mit dem Teufelstein und dessen Umgebung in Zusammenhang gebracht. Wer sich in der Gegend um den Teufelstein verirrte, dem erschien ein kopfloses weißen Pferd, und der Wanderer fand kurze Zeit später wieder den rechten Weg.
Der Teufelstein ist ein mittelkörniger Biotit-Granit mit einer Flächenabmessung von ca. 140 × 55 cm, geschätztes Gewicht von etwa 1800 kg. Der Stein ist älter als 2 Milliarden Jahre und wurde vor 260.000 bis 200.000 Jahre von einem Eiszeitgletscher höchstwahrscheinlich aus Schweden nach Erle transportiert. Die maximale Eisdicke lag damals bei ca. 200 m.

### Historische Poststation Suendarp

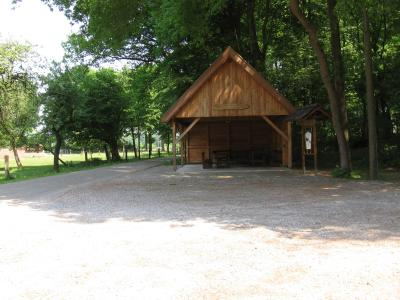
Rastplatz und Infotafel neben der historischen Poststation

Das 1797 erbaute Haus des Bauern Grewing, ehemals Suendarp, diente von 1803 bis 1850 als Poststation der Postverbindung Essen–Dorsten–Alttüshaus–Erle (Östrich, Suendarp)–Borken. Die Poststation Suendarp diente als Rasthof für die Kutschenpassagiere und dort wurden auch die Kutschpferde gewechselt. Der Postweg (An ihn erinnert der Straßenname „Alter Postweg“) verlief von der Poststation Suendarp südlich durch die Erler Heide, und wer diesen Landstrich kennt, kann erahnen, wie beschwerlich dieser Weg für Pferde und Menschen gewesen sein muss, teilweise durch tiefen, losen Sand, teilweise dann durch Morast. Im Jahre 1845 wurde der Postweg rund zwei Kilometer westlich auf die Trasse der heutigen B 224 verlegt, was dann auch die Tage der „Poststation Suendarp“ beendete. Heute kann wieder an der Stelle rasten, in wunderschöner Natur lädt dort im Sommer eine gemütliche Sitzgelegenheit den Wanderer oder Radfahrer ein, ein Weilchen die Seele baumeln zu lassen.

### NATO-Standort Erle
Das Dorf Erle lag im Kalten Krieg innerhalb des NATO-Luftverteidigungsgürtels (NATO Airdefence Belt) und war im Zeitraum von 1965 bis 1983 Standort einer NIKE/Hercules FlaRakFlugabwehrrakete-Batterie. In der Batterie waren von 1965 bis 1978 das Squadron 221 B, 2. Groep Geleide Wapens der Niederländischen Luftwaffe sowie das B-Team, 508th US Army Artillery Detachement und von 1975 bis 1983 die D-Battery 9th MSL Btn Belgium SQN57 der Belgischen Armee stationiert.
Die Batterie bestand aus drei baulich getrennten Bereichen, die an verschiedenen Standorten rund um das Dorf angelegt waren: Im Nordosten lag der Feuerleitberich IFC (Integrated Fire Control), im Südosten der Abschussbereich LA (Launcher Area) und im Süden der Kommando- und Stabsbereich sowie die Kasernen und Wohnhäuser für die Soldaten und Offiziere.
Der Feuerleitbereich beherbergte eine Reihe von mobilen Containern mit der Radar- und Zielverfolgungs- und leitelektronik, Generatoren, verschiedene Radaranlagen sowie einem Vierlings-Flakgeschütz. Die Eigensicherung erfolgte durch Wachhunde und durch Wachsoldaten. Nach langem Leerstand wurde der Bereich weitgehend zurückgebaut und wird heute wieder als landwirtschaftliche Fläche und als Hundesportplatz genutzt. Von der Bebauung ist heute kaum noch was zu erkennen.
Auf dem Abschussbereich befanden sich neben diversen oberirdischen Gebäuden, Bunker und Hubschrauberlandeplätzen drei Abschusssektionen (Alpha, Bravo und Charly). Jede Sektion bestand aus einem Startplatz, der dreiseitig von einem Erdwall umgeben war und einer Lagerhalle zur Lagerung der fertig montierten Raketen. Diese wurden auf einem Hochschienensystem aus der Halle zu den Startplätzen gefahren. Auf dem Gelände gab es einen zusätzlich durch die US Army abgesicherten Bereich, in dem nukleare Sprengköpfe von Typ W31 gelagert wurden. Die US-Soldaten waren auch für die Montage und den Abschuss nuklear bestückter Raketen zuständig. Insgesamt konnten neun Raketen abschussfertig aufgestellt werden, die damalige Computertechnik ließ aber nur den seriellen Abschuss zu, also eine nach der anderen. Der Eigenschutz wurde ebenfalls durch Wachhunde und befestigte MG-Stellungen gesichert. Nach der Aufgabe der Batterie wurde die Launcher Area noch ein paar Mal bei NATO-Manövern genutzt. Heute ist der Bereich im Privatbesitz und wurde 1995 unter Naturschutz gestellt.
Im Stabs-Bereich befanden sich die Büros des Kommandostabs der Batterie sowie Kasernen, Sozialbauten wie Offiziers-, Unteroffiziers- und Mannschaftskantinen, einem kleinen Laden und diversen anderen Gebäuden. Außerhalb des umzäunten Bereichs wurden Reihenhäuser und Mehrfamilienhäuser für die Soldaten errichtet sowie eine Schule und ein Soldatenheim. Die belgischen Truppen bekamen später noch einen Fernsehturm aus Stahlbeton, damit sie u. a. heimisches Fernsehen und Radio empfangen konnten. Nach langem Leerstand wurde der Bereich 1989 als Übergangslager für deutschstämmige Spätaussiedler, von 1992 bis 1995 als Flüchtlingsheim für jugoslawische Kriegsflüchtlinge und ab 1994 als DRK-Migrationszentrum für Spätaussiedler genutzt. 2009 wurde das Areal komplett rückgebaut und 2014 als Bauland ausgewiesen.
Der FlaRak-Batterie war es auch zu verdanken, dass Erle in einer Tiefstflugzone lag, in der Militärflugzeuge mit Überschall bis auf 75 m über Grund hinweg fliegen durften. Damit wurden u. a. die Radaranlagen und deren Operateure getestet und geschult. Wegen der Radaranlagen durfte die Bebauung in Erle nicht höher als zwei Geschosse sein.
Ende der 1960er-Jahre gab es noch einen Spionagefall. Eine niederländische Patrouille hat einen LKW-Fahrer einer nahen Kiesgrube mit Fotos der Anlage aufgegriffen. Der Kommandeur wurde daraufhin degradiert und strafversetzt.

### „Hanenborg“ – die Erler Turmhügelburg
An der Grenze zu Raesfeld, in der Erler Mark gelegen, stand eine Motte. Motten nennt man einen bestimmten Typ von Burg. Charakteristisch für diesen Burgtyp ist ein künstlich aufgeworfener, meist kreisrunde aber auch teilweise ovale Erdhügel mit einem meist hölzernen Wohn- und Wehrturm oben darauf. Befestigt wurde das Ganze durch Wassergraben, Erdwälle und Palisaden.
Die Hanenborg liegt rund zwei Kilometer südlich von Schloss Raesfeld aus entfernt in der Erler Mark. Von Erle aus kommend hinter dem Lohnunternehmer  „Wachtmeister“ gelegen. Früher eine Waldwiese liegt diese Wiese heute am Rande des Waldes, an der zum Feld hin zeigenden Seite nur noch durch einen dünnen Streifen mit Baum- und Buschbestand eingesäumt. Dort hatte sich um 1800 der Waldkötter Nienpötter angesiedelt, weshalb diese Wiese auch unter dem Namen „Pötters-Wiese“ bekannt ist. Den Namen „Pötter“ findet man auch heute noch als Straßen- und Flurname in der näheren Umgebung.
Wann die Turmhügelburg errichtet wurde, ist bis heute noch unbekannt. Man weiß durch andere Funde in ganz Deutschland aber, dass die Hochzeit der Turmhügelburgen etwa um 1100 nach Chr. gewesen ist. Einige Turmhügelburgen wurden weiter ausgebaut und wurden im Laufe der Jahrhunderte zu den prächtigen Wasserschlössern, die sich bis in die heutige Zeit erhalten haben. Auch Schloss Raesfeld entstand aus einer Motte. Die bekannte Raesfelder Turmhügelburg „Kretier“ gelang dieses aber ebenso wenig wie der Erler „Hanenborg“. Die Burg Kretier ging 1152 in Flammen auf. Ob dieses Schicksal auch der Hanenborg beschieden war weiß man nicht.
Von der Burg ist nichts Oberirdisches erhalten geblieben; dass man aber letztendlich doch von diesem Bauwerk weiß, ist einigen Pergamenturkunden aus dem Staatsarchiv in Münster zu verdanken. Dort ist zu lesen, dass am 23. November 1500 am Krankenlager des Burgherren Johann von Raesfeld sein Bruder Heinrich, Rutger von Diepenbrock zu Tenking, Johann Osterwijk, der Erler Pastor Deryck van Wijk, der Augustinermönch Hinrich Seveker aus Marienthal, der Raesfelder Pfarrer Bernardus Sengenhorst und Hinrich Debynck standen, um den letzten Willen des sterbenden Burgherren zu bezeugen. Seine Ehefrau Friedericke von Rede sollte u. a. für ihr Altenteil „de olde Hanenborg“ erhalten. Benannt wurde die Turmhügelburg nach dem Raesfelder Burgmann Rotger tor Hanenborg:59, der namentlich in einer Urkunde aus dem Jahre 1482 genannt wurde. Diese wurde, was man ebenfalls aus alten Unterlagen ersehen konnte, Ende des 15. Anfang des 16. Jahrhunderts von Rotger tor Hanenborg aufgegeben. Dessen Nachfahren kann man auch heute noch in den alten Kirchenbüchern der Pfarrei St. Martin zu Raesfeld finden.
Nachdem Raesfelder Heimatforscher vergeblich nach den Überresten auf Raesfelder Gebiet gesucht hatten, gab schließlich eine Karte aus dem Jahre 1842 den alles entscheidenden Fingerzeig. Darauf war, mit dem Flurnamen „Hamburghök“ bezeichnet, die schon oben genannte „Pötters Wiese“ zu sehen, und darin lag eine Fläche, die von einem hufeisenförmigen Wall umgeben war. Mit der daraufhin angeforderten Urkatasterkarte von 1822 war es dann nicht mehr schwer, sowohl den alten Fuhrweg als auch den alten Gräftenauslauf zu lokalisieren. Nur ein unbedeutender Rest des Walls war nicht von der Anfang des 20. Jahrhunderts durchgeführten Einplanierung des Geländes betroffen.
Bei den daraufhin erfolgte Suchgrabungen wurde der auf der Urkatasterkarte zu erkennende Gräftenverlauf bestätigt. Ansonsten fand man aber nur unzusammenhängende Steinsetzungen und eine stark verrostete Eisenkette. Erst als 1973 der Besitzer eines Teils der Wiese diese mit einem modernen, tiefgehenden Pflug bearbeitete, wurden weitere Zeugnisse aus der alten Zeit zutage gebracht, u. a. einen halben Handmühlstein von 0,70 m Durchmesser und einen Haufen Tonscherben. Letztere konnten der hiesigen Pottbäckerei aus dem 11./12. Jahrhundert zugeordnet werden, einige sogar als feinen, weißen Siegburger Handelsware. Mit diesem Fund war der Standort der Hanenborg nun endgültig bestätigt worden.
Heute ist von der Hanenborg nichts mehr zu erkennen. Alles, was von ihr übrig blieb, liegt noch unerkannt und unsichtbar in der Erde unter „Pötters Wiese“ in der Erler Mark verborgen.

### Geschichtsstationen

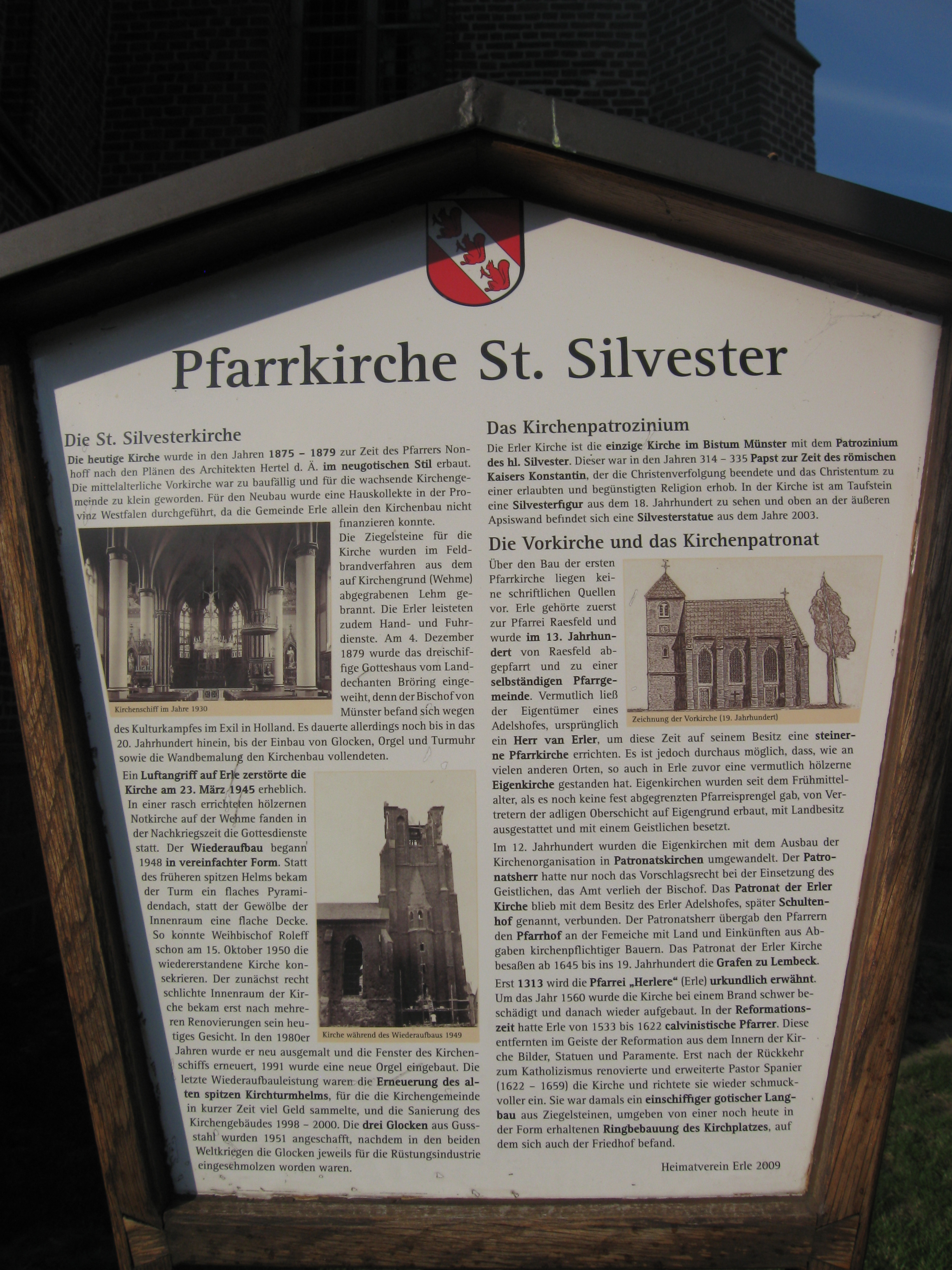
Geschichtsstation „St. Silvester“ vor der Erler Kirche mit Informationen über ihre Geschichte

Der Erler Heimatverein e. V. stellt seit einigen Jahren an den markanten Sehenswürdigkeiten und geschichtlich relevanten Plätzen Informationstafeln auf, die sogenannten Geschichtsstationen. Auf diesen Tafeln können sich alle Interessierten in Wort und Bild über die Eckdaten, Fakten und die Geschichte über die jeweilige Sehenswürdigkeit erfahren. Bis zum Jahr 2012 wurden bereits zwölf Stationen aufgebaut.
| Station                 | Nördliche Breite | Östliche Länge |
| ----------------------- | ---------------- | -------------- |
| Turmwindmühle           | 51°44'21"        | 06°52'00"      |
| Overbeck                | 51°44'25"        | 06°50'44"      |
| Pius-Eiche              | 51°44'42"        | 06°52'01"      |
| Femeiche                | 51°44'43"        | 06°51'44"      |
| Teufelstein             | 51°45'07"        | 06°52'56"      |
| Historische Poststation | 51°44'56"        | 06°53'31"      |
| Hügelgrab               | 51°45'30"        | 06°53'54"      |
| Jüdischer Friedhof      | 51°44'26"        | 06°51'57"      |
| Gräberfeld              | 51°44'37"        | 06°51'10"      |
| Geschichte von Erle     | 51°44'45"        | 06°51'45"      |
| St. Silvester           | 51°44'48"        | 06°51'51"      |
| Heimathaus              | 51°44'46"        | 06°51'56"      |
| NATO                    | 51°45'01"        | 06°52'38"      |
| Spartakistenkämpfe      | 51°44'57"        | 6°52'20"       |
| Alte Molkerei           | 51°44'30"        | 06°51'04"      |
| Altes Pastorat          | 51°74'53"        | 06°86'19"      |

## Regelmäßige öffentliche Veranstaltungen, Feste und Bräuche
- Sternsinger. Am 6. Januar, am Drei-Königs-Tag, gehen die Sternsinger von Haus zu Haus, singen, verteilen die Segensbitte und sammeln Geld und Naturalien für einen guten Zweck.
- Traditionelles Oster- und Pfingstmontag-Rennen des Erler Motor Clubs e. V. auf der vereinseigenen Kartbahn.
- Offizielles Osterfeuer am Ostersonntag und viele kleine Osterfeuer in den Bauerschaften.
- Jeden 30. April: Aufziehen des Maikranzes auf dem Erler Ständebaum, mit Tanz in dem Mai in der Dorfmitte.
- „Pingsterbrut“, zu Pfingsten geht die „Pingsterbrut“ von Haus zu Haus und sammelt für einen guten Zweck.
- Dreitägiges Schützenfest des Allgemeinen Bürgerschützenvereins Erle e. V. mit angeschlossener Kirmes. Immer eine Woche nach Pfingsten.
- Sommerfest der Erler Vereine und Gruppen unter der Federführung der Erler Kolpingsfamilie. Immer am ersten Wochenende nach den Sommerferien.
- Bauernmarkt auf dem Hof Stegerhoff, immer am letzten Sonntag im September.
- Erntedankumzug (alle vier Jahre) zum Erntedankfest.
- „Oktoberfest“ des Allgemeinen Bürgerschützenvereins Erle e. V.
- Großer St.-Nikolaus-Umzug, freitags um den 6. Dezember herum

## Persönlichkeiten
- Heinrich Lammersmann (* 1. März 1865; † 23. Oktober 1931), Lehrer und später Hauptlehrer an der Erler Volksschule, Mitbegründer des Katholischen Lehrervereins Dorsten und Umgebung, Leiter des Kirchenchors, Organist, Heimatforscher, Hobbyarchäologe, offizieller Pfleger und Obmann für Bodenaltertümer im Bereich der Herrlichkeit Lembeck, Autor und Verfasser zahlreicher wissenschaftlicher und heimatkundlicher Artikel und Aufsätze in der Dorstener Volkszeitung, im Heimatkalender der Herrlichkeit Lembeck und im Lesebuch für ländliche Fortbildungsschulen der Provinz Westfalen. Er entdeckte und legte das fränkisch-merowingische Gräberfeld in der Erler Bauerschaft Westrich frei und pflanzte in seiner Eigenschaft als Hobbybotaniker über 15.000 Obstbäume im Dorf und den Bauerschaften. Zu seinem Gedenken trägt die Lammersmannstraße in Erle seinen Namen.
- Fritz Sagemüller (* 10. November 1891; † 23. März 1945), Lehrer und später Hauptlehrer an der Erler Volksschule, Heimatforscher, Hobbyarchäologe, Vorsitzender des Obst- und Gartenbauvereins sowie des Ortsvereins, Organist, Betreuer des ersten Erler Heimatmuseums, Sammler alter Schriften, Naturphotograph, Illustrator u. a. für den Heimatkalender der Herrlichkeit Lembeck und offiziell ernannter Pfleger für geschichtliche Bodenfunde im Bereich der Herrlichkeit Lembeck. Zu seinem Gedenken trägt die Sagemüller-Straße seinen Namen.
- Josef Böckenhoff (* 14. März 1900; † 1968), Diplom-Landwirt, Agrarwissenschaftler und Autor.
- Bernhard Lammersmann (* 27. April 1901; † 20. April 1980), Träger des Verdienstkreuzes am Bande des Verdienstordens der Bundesrepublik Deutschland, Ratsmitglied, mehrfach stellvertretender Bürgermeister, Bürgermeister, Standesbeamter und Schiedsmann der ehemals eigenständigen Gemeinde Erle, Angehöriger der Amtsvertretung des Amtes Hervest-Dorsten und Mitglied des Kreistages des Kreises Recklinghausen.
- Maria Honvehlmann (* 25. März 1953; † 15. Juni 1995), erste Frau im Bürgermeisteramt der Gemeinde Raesfeld, erste Erler Einwohnerin im Bürgermeisteramt der Gemeinde Raesfeld.
- Friedel Sebastian (* 1948), Träger des Verdienstkreuzes am Bande des Verdienstordens der Bundesrepublik Deutschland, Mitglied des Borkener Kreistages, stellvertretender Bürgermeister der Gemeinde Raesfeld, Mitglied im Rat der Gemeinde Raesfeld.
- Gerhard Kirchner (* 1940), Träger des Verdienstkreuzes am Bande des Verdienstordens der Bundesrepublik Deutschland, Träger der goldenen Ehrennadel der Industrie- und Handelskammer Nord Westfalen, Träger der Goldenen Ehrennadel des Fußball- und Leichtathletikverbandes Westfalen, Auszeichnung vom Deutschen Fußball-Bund für den vorbildlichen Einsatz.
- Hans-Jürgen Heursen (* 1944), Träger der Verdienstmedaille des Verdienstordens der Bundesrepublik Deutschland
- Thomas Rommelspacher (* 5. März 1947), MdL NRW vom 2. Juni 2000 bis 2. Juni 2005 für die Fraktion Bündnis 90/Die Grünen.
- Christoph Cluse (* 1964), Historiker und Autor für mittelalterliche Geschichte.
- Jörg Heidermann (* 1973), Radiomoderator und Nachrichtensprecher bei Radio WMW, 104,6 RTL, Radio Fritz (RBB), RadioBerlin und arbeitet nun im Fernsehprogramm des MDR als Meteorologe vor und hinter der Kamera.